# GW170817

Спектрограма гравітаційно-хвильового сигналу GW170817, «видимого» двома детекторами LIGO (вгорі та по центру) та одним детектором Virgo (внизу). Із зростанням частоти (від 50 до 400 Гц) стає помітним т. зв. «чирп» — свідчення останніх моментів перед злиттям подвійних нейтронних зір. Зближаючись, нейтронні зорі випромінюють гравітаційні хвилі, що призводить до зменшення їх орбіт і значно швидшого руху по спіралі. Коли вони нарешті зливаються і досягають точки зіткнення, то на детекторах ця подія зникає за шумом, оскільки на високих частотах їх чутливість обмежується фотонним дробовим шумом.

GW170817 — гравітаційно-хвильовий сигнал, зареєстрований колаборацією LIGO-Virgo 17 серпня 2017 року. Сигнал GW170817 мав тривалість ~100 секунд і був першим гравітаційно-хвильовим свідченням злиття двох нейтронних зір, що відбулось у галактиці NGC 4993, на відстані 130 мільйонів світлових років від Землі.
GW170817 — перша подія, що одночасно спостерігалась як на гравітаційних хвилях, так і на електромагнітних. Після GW170817 сигналу слідував пов'язаний із ним гамма-спалах (GRB 170817A) та оптичний транзієнт (SSS17a, пізніше перейменований в AT 2017gfo) Це вперше, коли астрофізикам вдалось поряд із гравітаційно-хвильовим сигналом виявити його електромагнітні двійники у гамма-променях, рентгенівському, оптичному та інфрачервоному випромінюванні. Оптичні та інфрачервоні дані на основі злиття цих двох нейтронних зір виявили формування найважчих хімічних елементів у Всесвіті (уран, платина, золото) у r-процесі нуклеосинтезу.
Гравітаційно-хвильові та електромагнітні спостереження GW170817 підтвердили, що злиття двох нейтронних зір у галактиці NGC 4993 породило гравітаційні хвилі, короткий гамма-спалах, важкі хімічні елементи (важчі від заліза) та кілонову.

## Передісторія відкриття
Уперше ідея нейтронної зорі була висунута 1934 року. Однак лише 1967-го було отримане рентгенівське випромінювання від нейтронної зорі Скорпіон X-1 в сузір'ї Скорпіона. Того ж року було відкрито перший радіопульсар, після чого астрономи виявили кілька подвійних нейтронних зір.
1974 року Джозеф Тейлор і Рассел Галс виявили подвійну систему, одна із зір якої була пульсаром. Протягом наступних 40 років астрономи спостерігали за тим, як ці дві зорі поступово зближуються одна з одною. Тейлор і Галс виявили, що орбіти подвійних зір зменшувались зі швидкістю 10 мм на рік — ця величина узгоджувалася з передбаченими втратами енергії внаслідок випромінювання гравітаційних хвиль. Поступове зближення подвійних нейтронних зір було першим свідченням існування гравітаційних хвиль, передбачених теорією відносності. Їхнє зіткнення має відбутися приблизно через 300 млн років, породивши гравітаційно-хвильовий сигнал, подібний до GW170817.
1967 року супутниками Vela були виявлені гамма-спалахи і встановлено їх космічне походження. Відтоді астрономи намагались з'ясувати й виявити можливі джерела гамма-спалахів. Одним із припущень було те, що такі високоенергетичні спалахи є результатом злиття подвійних нейтронних зір. Гамма-спалахи, що тривають менше ніж 2 секунди, називаються «короткими гамма-спалахами» і складають ~30 % усіх гамма-спалахів.
Тільки починаючи з 2005 року вперше було зареєстровано й локалізовано кілька післясвітінь коротких гамма-спалахів, деякі з яких були на ділянках із незначним або взагалі відсутнім зореутворенням, наприклад, у великих еліптичних галактиках чи центральних ділянках великих скупчень галактик. Це відкидало зв'язок коротких гамма-спалахів із масивними зорями, а пізніші дослідження не виявили їхнього зв'язку з надновими. Відтак, астрономи висунули припущення, що найбільш ймовірним джерелом коротких гамма-спалахів є злиття двох нейтронних зір.

## Природа нейтронних зір
Більшість зір (із масами від сонячної маси, M☉, до 8—10 M☉), після того, як майже весь гідроген у їхніх ядрах внаслідок термоядерних реакцій перетвориться на гелій, поступово втрачають свої зовнішні шари, а ядра утворюють зорі, відомі як білі карлики.
Зорі, чиї маси від 10 до 20 разів більші від маси Сонця, колапсують, спалахують як наднові зорі, викидають у космос зовнішні шари після чого залишаються найкомпактніший та найщільніший макроскопічний об'єкт у всесвіті — нейтронна зоря. Хоча радіус типової нейтронної зорі не більше 10—14 кілометрів, вони можуть мати масу вдвічі більшу від маси Сонця. Густина речовини в таких зорях близька до густини атомного ядра. Крім того, ці зорі дуже швидко обертаються довкола власної осі — найменші періоди обертання становлять декілька мілісекунд.

### Фізика нейтронних зір
Згідно з астрономічними спостереженнями й теоретичними моделями, центральна густина, маса та радіус нейтронних зір становлять 1015 г/см3, 1,3—1,4 M☉ і 10—15 км, відповідно, хоча типові значення цих фундаментальних величин досі невідомі. Однією з найважливіших проблем є те, що до цих пір невідомий типовий радіус, оскільки: а) коректне визначення радіусу нейтронної зорі використовуючи лише астрономічні спостереження досить складно, а також б) досі не відоме рівняння стану для ядерної матерії з високою густиною як у нейтронній зорі, що ускладнює визначення відношення між її густиною і масою, тим самим вносячи невизначеність у типове значення радіусу.
Нейтронні зорі складаються головним чином із нейтронів, з часткою протонів, значно меншою (~11 %), ніж нейтронів. Це пов'язано з тим, що густина нейтронної зорі настільки висока, що енергія Фермі вироджених електронів значно перевершує різницю мас між нейтроном і протоном (mn — p)c2 = 1,293 МеВ: енергія поверхні Фермі електронів ~100 МеВ. Відтак, протягом гравітаційного колапсу масивного зоряного ядра нейтрони можуть утворитись через зворотній процес бета-розпаду вільних протонів та електронів, що сформують нейтрони:
{\displaystyle p+e^{-}\rightarrow n+v_{e}}
допоки енергія Фермі нейтронів не стане такою ж високою, як електронів. Тож, більша частина нейтронних зір (особливо масивних) складається із нейтронів, що перебувають у стані виродженого фермі-газу, а також невеликого домішку інших частинок. Від подальшого колапсу нейтронну зорю утримує тиск виродженого нейтронного газу. Менш масивні нейтронні зорі можуть складатись із кварків.
Більше половини з усіх зір формують подвійні пари, і чим масивнішою є зоря, тим більша ймовірність, що вона подвійна. Подвійні зорі еволюціюють разом і коли колапсують, то можуть залишити по собі нейтронні зорі, що будуть обертатись одна довкола одної й поступово наближатимуться по спіралі. Такі нейтронні зорі обертаються надзвичайно швидко, оскільки колапс масивної наднової до об'єкту в кілька десятків кілометрів збільшує кутову швидкість їх обертання внаслідок збереження кутового моменту.
Падіння по спіралі двох нейтронних зір може тривати десятки й сотні мільйонів років, воно поступово пришвидшується і врешті-решт відбувається їх майже миттєве злиття. Таке злиття компактних об'єктів призводить до викидання газу, збагаченого нейтронами. Речовина проходить через процес швидкого захоплення нейтронів (т. зв. r-процес, від англ. rapid), утворюючи важкі елементи шляхом захоплення ядрами вільних нейтронів. Ці елементи нестабільні й зазнають радіоактивного розпаду, випромінюючи світло в оптичному та ближньому інфрачервоному діапазоні електромагнітного спектру. Випромінювана енергія в 1000 разів більша, ніж нова зоря, звідси і назва «кілонова». Новоутворені важкі елементи (важчі заліза) викидаються в міжзоряний простір, накопичуються в газі та хмарах пилу, з яких потім утворюються нові зорі та планети. Таке злиття нейтронних зір найчастіше має відбуватись у старих галактиках, де зорі пройшли тривалу еволюцію — від масивних зір до наднових та нейтронних зір.

### Система подвійних нейтронних зір
Система подвійних нейтронних зір формується із подвійної системи масивних зір, кожна з яких має масу {\displaystyle M\gtrsim 8-10}M☉. Коли перша з цих зір колапсує, утворюється нейтронна зоря, яка гравітаційно притягує матерію із зорі-компаньйона, прискорюючи її обертання. Коли друга зоря збільшиться і стане червоним гігантом, то нейтронну зорю поглине спільна оболонка, спричиняючи її рух по спіралі. Так формується дуже близька подвійна система зір. Вивільнена в цьому процесі (внаслідок акреції та тертя) енергія призведе до втрати гідрогенної оболонки, залишивши подвійну систему нейтронної зорі та гелієвої зорі. Завдяки сильним припливним ефектами ця подвійна система матиме кругову орбіту.
Коли зоря-компаньйон вибухне надновою і утворить другу нейтронну зору, то вона втратить значну частку її маси в результаті викидів. Це призведе до відокремлення щільної подвійної системи, хіба що вибух не надасть ударної швидкості новій нейтронній зорі. Відтак, можливі два різні шляхи формування систем подвійних нейтронних зір:
а) механізм із високою ударною швидкістю та викинутою масою, що пов'язаний із звичайною надновою і утворює системи з високими періодами обертання пульсару та високими ексцентриситетами орбіт;
б) механізм із низькими ударними швидкостями та викидами, що пов'язані з захоплюючими електрони надновими, які формують системи з більш швидко обертаючимися пульсарами та меншими ексцентриситетами.

### Злиття нейтронних зір
Після формування бінарної системи нейтронних зір, орбітальне розділення спадає протягом довго часу через випромінювання гравітаційних хвиль. Ця фаза займає майже весь час існування системи подвійних нейтронних зір, за винятком останніх кількох мілісекунд їх життя. Із зменшенням орбітального розділення та наближенням двох нейтронних зір, вони швидко стають нестабільними. У результаті цієї динамічної нестабільності зорі починають швидко обертатись одна довкола одної, входячи в останню фазу злиття. Якщо маси двох нейтронних зір є майже однаковими, то злиття відбуватиметься як повільне зіткнення. Однак, у випадку, коли первинна зоря більш масивна, ніж друга, то остання зазнає припливного руйнування протягом зближення і врешті поєднається з первинною. У цій фазі постають гравітаційні хвилі з максимальною амплітудою, які переносять інформацію про рівняння стану нейтронної зорі. Саме ж злиття може породити теплову енергію, яка врешті стане джерелом короткого гамма-спалаху. Гамма-спалах виникає тоді, коли нагріта ударною хвилею матерія генерує нейтрино і анти-нейтрино, які анігілюються довкола залишків злиття з утворенням високо-енергетичних фотонів.
Кінцевою фазою життя подвійної системи нейтронних зір є нова, динамічно стабільна конфігурація. Якщо маса залишку після злиття перевершує граничну масу, Mcrit ~ 2,6 — 3,9 M☉ (покриває, відповідно, діапазон «м'якого» та «жорсткого» рівнянь стану  ядерної матерії) то він буде гравітаційно нестабільним і протягом декількох мілісекунд одразу колапсує, утворивши обертову чорну діру. В іншому випадку, після злиття нейтронних зір залишок, залежно від його загальної маси, може пройти один із трьох можливих шляхів:
1. У випадку, якщо загальна маса початкової подвійної системи нейтронних зір буде меншою, аніж максимальна маса необертової сферично симетричної нейтронної зорі, Mmax (Ω = 0), то злиття такої подвійної маломасивної системи призведе до утворення стабільного залишку, який ніколи не колапсує в чорну діру;
2. Залишки з масами <Mcrit будуть підтримуватись (протягом короткого часу) від колапсу через їх швидке обертання. Якщо маса залишку після злиття буде більшою від граничної маси для ізольованої системи, Miso, але меншою від маси нейтронної зорі з однорідним обертанням (<1,2 Miso), то може залишитись т. зв. «надмасивна» нейтронна зоря, що буде підтримуватись обертанням твердого тіла і залишатись стабільною протягом кількох хвилин чи довше;
3. У випадку, якщо залишок матиме масу вище надмасивної межі, він може деякий час залишатись стабільним, як «гіпермасивна нейтронна зоря» (ГМНС), що утримується від гравітаційного колапсу швидким диференціальним обертанням. ГМНС може існувати лише від кількох десятків до сотень мілісекунд після злиття, проходячи серію різноманітних коливальних мод, а потім колапсує в обертову чорну діру внаслідок втрати власного диференціального обертання через гравітаційнохвильове випромінювання та гідромагнітні крутні моменти[35]. Енергія, що вивільняється протягом колапсу ГМНС може бути причиною затримки короткого гамма-спалаху. Тоді пік гравітаційно-хвильового випромінювання припадає на початковий етап злиття системи подвійностей, а випромінювання гамма-променів, що викликане колапсом ГМНС у чорну діру, відбувається значно пізніше[29].

У статті 1989 р. Ейхлер та ін. теоретично описали сценарій злиття двох нейтронних зір. У цій статті було зроблено кілька оригінальних передбачень, більшість із яких було підтверджено з відкриттям GW170817 та електромагнітного двійника. Зокрема, Ейхлер та ін. передбачали, що злиття двох нейтронних зір:
а) породить спалах гравітаційної радіації;
б) буде місцем нуклеосинтезу важких елементів;
в) джерелом гамма-спалаху: г) частота такого злиття становить 10 подій/рік у межах 100 мегапарсек.

### Викиди матерії в процесі злиття
Виділяють два загальні джерела викидів речовини до та після злиття нейтронних зір. Одне з джерел пов'язане з викидом матерії протягом динамічного часу (декілька мілісекунд) або припливними силами, або через викликане гравітаційним стисненням нагрівання на стику між двома зорями, що зливаються. Тому такі викиди називаються «динамічними викидами», загальна маса яких для нейтронних зір, що зливаються, лежить у діапазоні 10−4—10−2 M☉. Другим джерелом викидів є витікання (протягом декількох секунд) із диску залишків після злиття: уламки, які не були одразу роз'єднані чи включені до центрального компактного об'єкту, можуть мати достатньо кутового моменту для циркуляції в акреційному диску довкола цього об'єкту. Властивості викидів залежать від того, що саме відбудеться із масивним залишком після злиття нейтронних зір (стане надмасивною нейтронною зорею, гіпермасивною чи колапсує в чорну діру), що, своєю чергою, обумовлюється загальною масою початкової бінарної системи.
Теоретичні обчислення та моделювання припускають існування двох головних механізмів викиду матерії в злитті нейтронних зір. Перший пов'язаний із гідродинамічними силами, які стискають матерію на стику між двома зорями і вона виштовхується квазі-радіальними пульсаціями залишку, врешті, будучи нагріта ударними хвилями, викидається в різних напрямках. До другого механізму викидів залучені спіральні рукави, утворені припливними взаємодіями протягом злиття двох зір. Внаслідок в'язкого переносу кутового моменту в спіральних рукавах, частка матерії розширяється назовні в екваторіальній площині.
Результатом злиття нейтронних зір є утворення акреційного диску довкола центрального залишку. За підрахунками, типова маса диску складатиме ~0,01—0,3 M☉. Викиди матерії вітрами диску залишків (протягом секунд і довше) є другим джерелом викидів, що може конкурувати чи навіть домінувати над динамічними викидами. Маса, викинута вітрами з диску може бути однаковою чи навіть більшою, аніж маса в динамічних викидах.
Одразу після формування диску, він має високу швидкість акреції, будучи рясним джерелом теплових нейтрино, нагрівання яких приводить до втрати маси поверхнею диска. Моделі торів залишків передбачають, що у випадку швидкого формування чорної діри після злиття, маса викинутої матерії із диску буде незначною, через швидке убування світності нейтрино. У випадку, якщо залишки після злиття деякий час (довше ~50 мсек) проіснують, як гіпермасивна чи надмасивна нейтронна зоря, то більш велика нейтринна світність із такого компактного залишку викине значну масу речовини, ~10−3 M☉. Двовимірні гідродинамічні моделі еволюції диску показали, що у випадку швидкого утворення чорної діри після злиття, частка електронів у нейтринних вітрах із диску коливається в діапазоні Ye ~ 0,2—0,4. Цього достатньо для утворення цілого асортименту ядер r-процесу.
Загальна маса акреційного диску, вивільнена вітрами під дією в'язких сил, коливається в діапазоні від ~5 % (для чорної діри з повільним обертанням) до 30 % (для чорної діри зі швидким обертанням). Проте, якщо центральним залишком після злиття є відносно довготривала гіпермасивна чи надмасивна нейтронна зоря, то завдяки наявності твердої поверхні та вищого рівня нейтринного випромінювання від такого залишку, може вивільнитись значно більша частка маси акреційного диску — до ~90 %. Крім того, електронна частка, Ye викидів монотонно зростає з часом життя гіпермасивної нейтронної зорі, і якщо після злиття залишок нейтронної зорі проіснує довше 300 мс, то більшість вітрових викидів із диску не будуть містити лантаноїдів (Ye ≥ 0,3).
Окрім динамічних викидів та викидів дисковими вітрами, із довготривалого залишку в процесі його т. зв. скорочення Кельвіна — Гельмгольца до кінцевого холодного стану, передбачаються додаткові витікання матерії, викликані нейтрино чи магнітним полем. Такі витікання можуть бути додатковим джерелом викидів після злиття і мати значний ефект, якщо залишком стане надмасивна нейтронна зоря.

### Утворення важких елементів у злитті нейтронних зір
Наявні у всесвіті гідроген та гелій утворились під час Великого вибуху 13,8 млрд років тому. Важчі елементи, як кисень та вуглець, утворились у ядрах зір внаслідок термоядерного синтезу гелію та гідрогену.
Однак, для утворення елементів важчих заліза (наприклад, лантаноїдів), потрібні особливі умови, коли ядра атомів бомбардуються вільними нейтронами.

#### r-процес нуклеосинтезу
Ядро атома гідрогену, 1H, складається з одного протона. Ядра ж усіх інших елементів, включаючи важчі ізотопи гідрогену, містять як протони, так і нейтрони (разом відомі, як «нуклони»). Ці нуклони утримуються разом сильною ядерною взаємодією. Маса спокою такого ядра є меншою суми мас спокою вільних протонів та нейтронів. Тож дефект маси перетворюється на енергію, відому як енергія зв'язку ядра. Більша енергія зв'язку (у розрахунку на один нуклон) означає, що нуклони зв'язані в ядрі сильніше. Енергія зв'язку значно зростає від протона до ядра вуглецю, далі поступово росте до заліза, де сягає максимуму, пояснюючи істотну поширеність заліза у всесвіті. Хоча синтез легких елементів зазвичай вивільняє енергію, проте електромагнітне (кулонівське) відштовхування між ядрами перешкоджає наближенню ядер на малу відстань одне до одного, на якій можлива сильна взаємодія. Необхідна для подолання сили електромагнітного відштовхування енергія називається кулонівським бар'єром.
Після заліза енергія зв'язку (у розрахунку на один нуклон) зменшується зі збільшенням атомного номера, тому нуклеосинтез елементів, важчих заліза, ускладнений, бо двом позитивно зарядженим ядрам треба подолати кулонівське відштовхування щоб наблизитись достатньо близько для синтезу. Саме тому елементи, важчі від заліза, утворюються шляхом захоплення нейтронів , які не мають заряду, а відтак, можуть наближатися до заряджених ядер, захоплюватися ними та збільшувати масу ядра. Однак із захопленням нейтрона в ядро, те стає радіоактивним і зазнає бета-розпаду. Це пояснює те, чому процес утворення важких елементів є надзвичайно складним.
Елементи до заліза мають приблизно однакову кількість нейтронів та протонів. Але після заліза кількість нейтронів перевищує кількість протонів і стабільність ядра досягається лише за рахунок значного надлишку нейтронів. Існують два процеси захоплення нейтронів, що призводять до формування нових елементів. Перший — повільне захоплення нейтронів (так званий s-процес (від англ. slow)) полягає в додаванні нейтронів до ядра по одному. Якщо утворюється нестабільне ядро, воно зазвичай зазнає бета-розпаду, перш ніж захопить наступний нейтрон. В s-процесі швидкість захоплення нейтронів є меншою, ніж бета-розпад, й утворюються лише порівняно стабільні ядра. S-процес відбувається в зорях масою 0,6—10 мас Сонця й зупиняється на наймасивніших стабільних ядрах бісмуту. Для утворення більш важких стабільних елементів потрібне захоплення нейтронів швидше від бета-розпаду.
Довгий час загальнопоширеним поміж астрономів було уявлення про наднові, як панівне місце r-процесу. Зокрема, вважалось, що r-процес нуклеосинтезу відбувається у високо-ентропійних, нейтринних вітрах із прото-нейтронних зір, які утворились протягом кількох секунд після вибуху наднових типу ІІ. Втім, таке припущення мало ряд теоретичних недоліків, а нещодавні результати чисельних моделювань показали, що нейтринні вітри позбавлені необхідних фізичних умов для пояснення поширеності всіх важких елементів у галактиці.
Накопичені протягом останніх років дані астрономічних спостережень та чисельні моделювання вказують, що джерелом r-процесу має буде щось більш рідкісне, аніж наднова.

#### Теорія та моделі r-процесу в злитті нейтронних зір
1957 р. у статті, відомій як B2FH чотири фізики передбачили і пояснили механізм швидкого захоплення нейтронів. Цей механізм вони назвали r-процесом (від англ. rapid). Захоплення нейтронів в r-процесі робить ядра надзвичайно радіоактивними, що потребує надзвичайно швидкого захоплення. У цій публікації припускалося, що r-процес має відбуватись у середовищах із надзвичайно великою густиною нейтронів, де кілька нейтронів може бути захоплено ядром підряд, до того, як нестабільне ядро зазнає бета-розпаду. У такий спосіб утворюються важкі елементи.
Того ж 1957 р. канадсько-американський фізик Аластар Кемерон незалежно від B2FH висунув припущення, що близько половини важчих від заліза елементів у галактиці генеруються лише в середовищах із такою високою густиною нейтронів, що захоплення нейтронів атомними ядрами відбувається значно швидше, аніж бета-розпад.
1974 р. Джеймс Латтімер та Девід Шрамм вперше висунули гіпотезу про злиття нейтронної зорі та чорної діри як джерело викидів матерії, багатої вільними нейтронами, що сприятиме r-процесу з дуже низькою часткою електронів, Ye (відношення протонів до нуклеонів (протонів + нейтронів): {\displaystyle Y_{e}=n_{p}/(n_{n}+n_{p})}. 1982 р. Симбалісти та Шрамм вперше висунули ідею, що схожий механізм викиду нейтронної матерії може відбуватись внаслідок злиття подвійної системи нейтронних зір, що і є джерелом r-процесу.
На основі перших чисельних моделювань злиття двох нейтронних зір було показано, що результатом злиття подвійної системи має бути припливний викид нейтронно-багатої матерії ({\displaystyle Y_{e}\lesssim 0.1-0.2}) в орбітальній площині зі швидкістю ~0,2—0,3 c і масою ~10−4—10−2 M☉. Наслідком такого викиду буде поява важких елементів, передбачувана поширеність яких у цілому узгоджується із спостережуваною поширеністю в сонячній системі.
Пізніші чисельні моделювання показали, що окрім припливного викиду матерії, на межі контакту між двома зорями що зливаються, повинне формуватись окреме джерело викиду в полярному напрямку — викиди матерії, нагрітої ударними хвилями. Нагрівання ударними хвилями та опроміненням нейтрино сприяє слабким взаємодіям, завдяки чому частка електронів динамічного полярного викиду є значно більшою ({\displaystyle Y_{e}\gtrsim 0.25}) від його первинного значення всередині нейтронної зорі. Ударно нагріті викиди менш багаті нейтронами, аніж викиди від припливних взаємодій, оскільки їх вища температура (>1 МеВ) уможливлює народження електрон-позитронних пар, що захоплюються відповідно протонами та нейтронами, випромінюючи електронні нейтрино та антинейтрино.. За рахунок того, що частка нейтронів перевершує частку протонів, то в таких викидах значно більше захоплень позитронів, залишаючи матерію з більшою часткою електронів.
Ударно нагріті викиди відіграють важливішу роль для «м'якого рівняння стану» (нейтронні зорі менших радіусів), тоді як припливні викиди є панівними в злитті нейтронних зір із більшими асиметріями мас. В останньому випадку злиття буде менш руйнівним, оскільки нейтронна зоря з меншою масою зазнає деформації припливними силами ще на ранній стадії злиття, тож ударне нагрівання буде менш сильним. Наслідком цього будуть більш збагачені на нейтрони припливні викиди.
Іншим джерелом викиду матерії r-процесу результати моделювання передбачають уламки від злиття нейтронних зір. Ці уламки мають достатньо кутового моменту для циркуляції в акреційний диск довкола центрального залишку. Цей диск залишків може бути джерелом ультрарелятивістського джету гамма-спалаху. Повільні відтоки матерії (із швидкістю ~0,03 — 0,1 с) з такого диску залишків, що здатні тривати протягом декількох секунд після злиття, можуть бути новим джерелом викиду речовини r-процесу. Середнє значення Ye відтоку акреційного диску зростає із збільшенням часу існування гіпермасивної нейтронної зорі перед тим, як вона колапсує в чорну діру.

#### Експериментальні свідчення r-процесу в злитті нейтронних зір
Динамічні викиди із злиття нейтронних зір мають великі передбачувані маси, у діапазоні від 10−3 до 10−2 M☉. Тож, викинута в злитті двох нейтронних зір матерія має потрібну густину нейтронів та швидкість для запуску ядерних реакцій r-процесу.
Обчислення на основі астрономічних спостережень передбачають, що події злиття нейтронних зір є в 100—1000 разів рідшими, аніж гравітаційний колапс наднових типу ІІ. Так, карликові галактики «забруднені» лише кількома подіями злиття бінарних систем нейтронних зір, чи взагалі однією подією, як карликова галактика Reticulum II. В Reticulum II велика частка зір є високозбагачена елементами r-процесу. Це свідчить про те, що ця галактика була «забруднена» ще на початку її історії єдиною подією r-процесу, яка породила більше важких елементів, аніж здатен нейтринний вітер однієї наднової.
Рідкісність злиття нейтронних зір узгоджується з обчисленнями неоднорідності хімічної еволюції, що дозволяє прослідкувати локальні коливання поширеності елементів r-процесу, зумовлені внеском одиничних подій злиття. Так, спостерігаючи хімічну поширеність у близьких тьмяних карликових сфероїдних галактиках, астрономам вдалось встановити джерело r-процесу через розрізнення внеску подій наднових типу ІІ та злиття нейтронних подвійностей. Оскільки злиття нейтронних зір є більш рідкісним, ніж вибух наднових типу ІІ, то менш масивні тьмяні карликові сфероїдні галактики не можуть залишити багато нейтронних зір після вибуху масивних зір для формування подвійної системи і їх злиття. Обчислення припускають, що в менш масивних карликових сфероїдних галактиках із масою 105 M☉, у цілому буде ~500 наднових типу ІІ. Виходячи з отриманої частоти злиття нейтронних зір (1 подія злиття на 1000—2000 подій наднових типу ІІ) на таку галактику припадатиме <1 події злиття нейтронних зір. Тому в менш масивних карликових сфероїдних галактиках (як галактики Дракон, Каріна і Скульптор) було виявлено стале значення [Eu/H] ~ −1,3 безвідносно до значень [ Fe/H ]. Тоді як у масивних карликових сфероїдних галактиках було виявлено збільшення [ Eu/H ] із збільшенням [Fe/H]. Це свідчить про те, що r-процес нуклеосинтезу не відбувається в тьмяних, менш масивних карликових сфероїдних галактиках, попри високу частоту подій наднових у цих галактиках. Тож, ці дані є прямим свідченням, що лише такі рідкісні події, як злиття нейтронних зір можуть бути головним місцем r-процесу в галактиці, особливо для нуклідів з A > 130.
Результати чисельних моделювань показують, що нуклеосинтез у надзвичайно багатих нейтронами викидах із злиття нейтронних зір може відтворити поширеність важких елементів у Сонячній системі незалежно від фізичних властивостей (зоряних мас, співвідношення мас та рівняння стану) подвійної системи. Так, нещодавно були отримані переконливі свідчення про значні події r-процесу відносно нещодавно в Чумацькому шляху, зокрема в Сонячній системі. Таким свідченням нещодавнього збагачення подіями r-процесу стали довгоживучі радіоактивні елементи. Для вимірювання слідів таких подій у глибоководних відкладах на Землі були використані два ізотопи — заліза 60Fe та плутонію 224Pu. Ізотоп 60Fe утворюється протягом еволюції та вибуху масивних зір, що призводить до появи наднових. Період напіврозпаду 60Fe складає 2,6 × 106 років і тому цей ізотоп може бути свідченням недавнього додавання матерії із подій r-процесу, що відбулись кілька мільйонів років тому. Нещодавно ізотоп 60Fe був знайдений у земних глибоководних відкладах, що включали зоряні залишки із відносно близького вибуху, що мав місце 2 млн років тому.
224Pu має період напіврозпаду 8,1 x 107 років і потребує багатьох подій вибуху наднових. Виявлена в глибоководних відкладах поширеність 224Pu на два порядки нижче, аніж передбачається у випадку, коли б джерелом були такі часті події, як звичайні наднові з невеликим внеском. З цього відкриття випливало, що нуклеосинтез актиноїдів є дуже рідкісним (уможливлюючи значний розпад 224Pu з часу останньої події r-процесу) і протягом останніх кількох сотень мільйонів років регулярні наднові не мали значного внеску до їх поширеності в сонячній системі. Подальший аналіз цих експериментальних даних та теоретичні розрахунки вказували на те, що джерелом елементів r-процесу має бути значно більш рідкісна подія, аніж вибух наднових. Утім, такі рідкісні події, як злиття нейтронних зір може пояснити як існування 224Pu в ранній Сонячній системі, так і низьку поширеність відносно нещодавніх внесків ізотопів 224Pu в глибоководних відкладах.
Однак, на відміну від наднових, злиття нейтронних зір не конденсує зерна пилу, як носіїв синтезованих нуклідів r-процесу (досонячні зерна). Тому як саме синтезовані в злитті нейтронних зір елементи r-процесу були включені до Сонячної системи наразі залишається незрозумілим.

### Кілонова

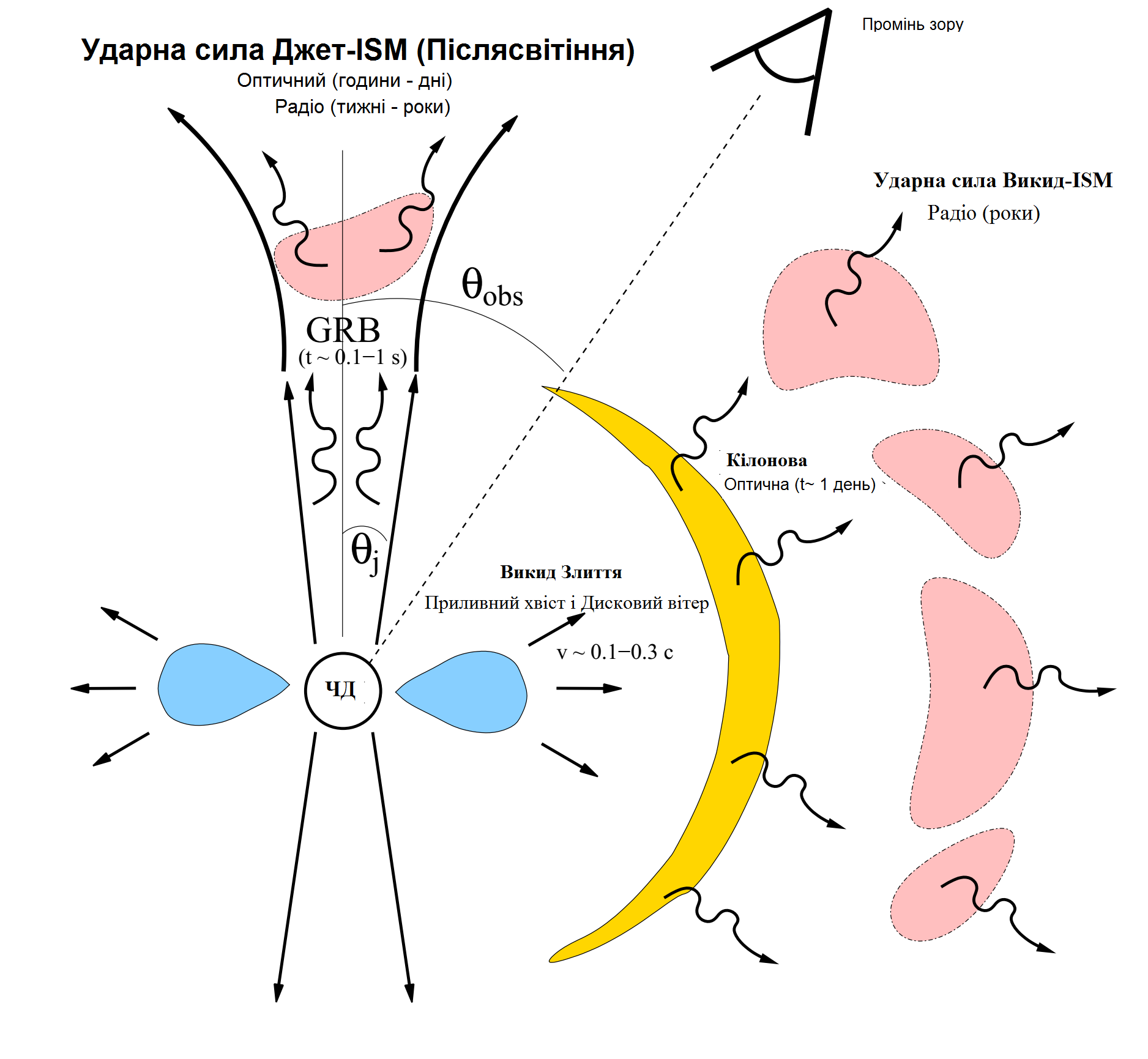
Схематичне подання ймовірних електромагнітних двійників злиття двох нейтронних зір та кілонова

Щойно синтезовані у викидах матерії із злиття нейтронних зір атомні ядра r-процесу є радіоактивними. Із подальшим розширенням цієї матерії відбувається її бета-розпад назад до стабільного стану. Енергія виділена через бета-розпад та поділ ядра може породити і підтримувати тепловий транзієнт — «кілонову», що триватиме від днів до тижнів.
Кілонова є ключовим електромагнітним двійником злиття нейтронних зір, оскільки порівняно із спрямованим джетом гамма-спалаху, її випромінювання майже ізотропне і може досягнути піку в оптичному діапазоні спектру, будучи відносно легко доступна для пошуку. Яскравість, кольори та тривалість кілонових є свідченням фізичних процесів, що відбуваються під час злиття подвійних нейтронних зір. Крім того, кілонові дозволяють прямо спостерігати та виміряти утворення ядер r-процесу в злитті, відкриваючи унікальну можливість встановити місце нуклеосинтезу важких елементів.

#### Теорія кілонових
1998 р. Л.-С. Лі та Б. Пачінські вперше висунули припущення, що радіоактивний викид із злиття двох нейтронних зір (чи нейтронної зорі та чорної діри) може бути джерелом живлення теплового транзієнта, за аналогією з надновими типу Іа. На основі побудованої простої моделі, вони передбачали, що внаслідок малої маси та високої швидкості (~0,1 c) викиду матерії із злиття нейтронних зір, цей викид швидко стане прозорим для власного фотонного випромінювання. Таке випромінювання повинне досягнути піку протягом одного дня, що значно швидше ніж для регулярної наднової, чиї випромінювання досягають піку протягом тижня і довше.
Не маючи фізичної моделі нуклеосинтезу, Лі та Пачінські параметризували швидкість радіоактивного нагрівання (розпад ядер r-процесу) викиду {\displaystyle {\dot {Q}}} в момент часу t після злиття, як {\displaystyle {\dot {Q}}\propto t^{-1}}, залишивши нормування швидкості нагрівання як вільний параметр. Однак, оскільки пікова світність транзієнта пропорційна швидкості нагрівання, то модель Лі-Пачінські передбачала надзвичайно високі значення пікової світності, у діапазоні 1042 — 1044 ерг сек, що більше від світності найяскравішої наднової. Втім подальші астрономічні спостереження, які намагались виявити подібні яскраві транзієнти після коротких гамма-спалахів, таких не виявили.
2010 р. Б. Метцгер та ін. вперше визначили реальний масштаб світності радіоактивно-підтримуваних транзієнтів злиття нейтронних зір. На основі обчислення мережі ядерних реакцій r-процесу, Метцгер та ін. отримали швидкість радіоактивного нагрівання (передбачаючи {\displaystyle {\dot {Q}}\propto t^{-1,3}} від кількох годин до днів), яку включили в моделі кривих блиску. Дослідники використали більш фізично реалістичну модель непрозорості викидів r-процесу (непрозорість постає із змішання десятків мільйонів атомних спектральних ліній зв'язано-зв'язаних переходів — переходів електронів в атомі з одного енергетичного рівня на інший). В основі цієї моделі було припущення, що непрозорість викидів r-процесу обумовлена непрозорістю в лініях заліза, а не як у простіших моделях — непрозорістю електронного розсіювання. Відтак, для викидів масою 1−2 M☉ і швидкістю v ~ 0,1 c, модель Метцгера та ін. передбачала пікову світність в ~3 x 1041 ерг/сек та спектральний пік у видимому діапазоні. Оскільки така світність приблизно в тисячу разів яскравіша аніж класичні нові (чия пікова світність близька до критичної світності, ~1038 ерг/сек), то електромагнітні транзієнти злиття нейтронних зір, спричинені розпадом ядер r-процесу, були названі Метцгером та ін. «кілонова». Тож, модель Метцгера та ін. вперше чітко вказала на зв'язок між кілоновими, короткими гамма-спалахами, гравітаційними хвилями та походженням елементів r-процесу (актиноїдів та лантаноїдів).

#### Синя та червона кілонові

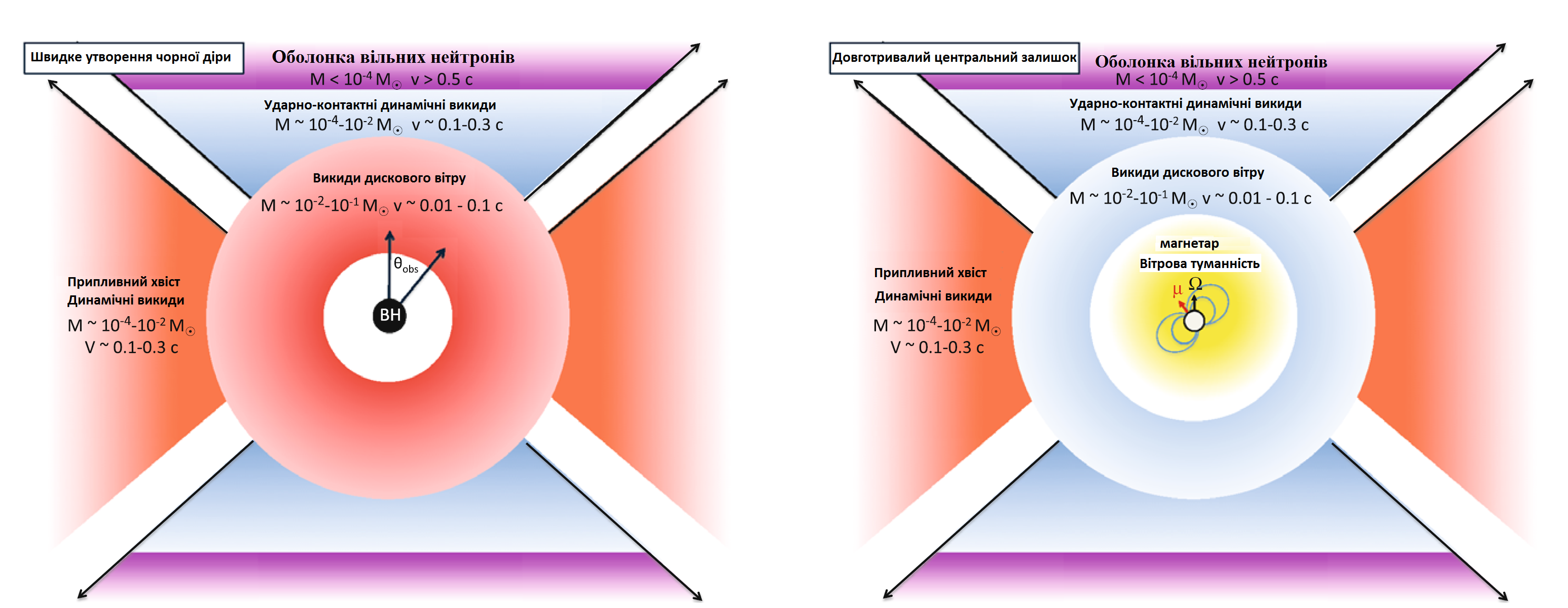
Різні компоненти викидів із злиття двох нейтронних зір та залежність випромінювань їх кілонових від кута променя зору спостерігача, θ_{obs}, відносно осі подвійної системи, для двох різних сценаріїв: (ліворуч) швидкого утворення чорної діри та (праворуч) довготривалого магнетарного залишку. Динамічні викиди матерії в орбітальній площині, в обох сценаріях, є багаті нейтронами (з часткою електронів Y_{e} < 0,1), тому можуть генерувати лантаноїди та пов'язане з ними випромінювання «червоної» кілонови з піком у ближньо-інфрачервоному діапазоні. Тоді як динамічні викиди в полярних напрямках через ударне нагрівання можуть бути досить бідними на вільні нейтрино (Y_{e} > 0,3), унеможливлюючи синтез лантаноїдів, натомість генеруючи випромінювання «синьої» кілонової в оптичному діапазоні. Найвіддаленіші шари полярних викидів можуть містити вільні нейтрони, розпад яких підтримує ультрафіолетовий транзієнт, що триватиме кілька годин після злиття.

Криві блиску наднових визначаються головним чином радіоактивним розпадом одного типу ядер (ізотопу 56Ni), тому їх болометричні криві блиску зазнають експоненціального спаду. В основі ж кілонових є радіоактивний розпад широкого діапазону ядер r-процесу з відмінним періодом напіврозпаду, що обумовлює степеневий спад їх кривих блиску. У перші кілька секунд захоплення нейтронів протягом r-процесу енергія генерується з майже сталою швидкістю, але згодом, коли r-процес «заморожується» і ядра повертаються до стабільного стану, то швидкість генерування енергії наближається до степеневого спаду, {\displaystyle \propto t^{-\alpha }}, де α ≈ 1,3.
Різним складовим викинутої в злитті матерії відповідає різна непрозорість, κ. Непрозорість кілонової визначається головним чином часткою лантаноїдів у викидах матерії: непрозорість викидів із малою часткою лантаноїдів зазвичай становить κ ≈ 0,5 см2/г, тоді як непрозорість багатих лантаноїдами викидів κ ≈ 10 см2/г. Наслідком більшої непрозорості є повільніша часова еволюція кривої блиску та зміщення піку спектрального розподілу енергії до червоних довжин хвиль
За відсутності експериментальних даних про непрозорість у лініях важких елементів r-процесу, у моделі Метцгера та ін. була використана непрозорість багатих на Fe викидів у наднових типу Іа. Згодом Кейсен та ін., Бернес і Кейсен та незалежно Танака і Готокезака вперше визначили світність кілонової, включивши атомні дані про непрозорість ліній для викидів важких елементів r-процесу. Зокрема, у цих обчисленнях було показано, що якщо викиди містять ядра актиноїдів чи лантаноїдів із частково заповненими зовнішніми електронними оболонками f-орбіталі (як відбувається при синтезі ядер r-процесу з масовим числом A≥130), то фотонна непрозорість таких викидів в ультрафіолетовому та оптичному діапазонах має бути в 10—100 разів більшою, аніж для викидів, складених із ядер залізної групи із частково заповненими валентними електронами d-орбіталей. Це пов'язано з тим, що частково-заповнена f-орбіталь, з більш щільно розміщеними енергетичними рівнями, уможливлює більше число можливих способів розподілу валентних електронів у цій орбіталі і на порядок більше лінійчатих переходів, аніж в d-орбіталі. Висока непрозорість елементів r-процесу повинна затримувати час еволюції кривої блиску від ~1 дня до ~1 тижня та змістити спектральний пік від видимого (передбаченого моделлю Мецгера та ін.) до ближньо-інфрачервоного діапазону, призводячи до появи «червоної кілонової» (з непрозорістю κ ≈ 10 см2/г).
Не всі частини викидів зі злиття нейтронних зір обов'язково утворюватимуть важкі ядра r-процесу. Викиди з {\displaystyle Y_{e}\gtrsim 0.25} не матимуть достатньої кількості нейтронів для реакцій захоплення нейтронів, щоб проштовхнути потік нуклонів через другий пік (A≈130) r-процесу. У цьому випадку, як передбачає модель Метцгера та ін., не буде утворення лантаноїдів і викиди із злиття нейтронних зір генеруватимуть яскравіше та синювате оптичне випромінювання, що швидко еволюціонує, т. з. «синю кілонову» (κ ≈ 0,5 см2/г). Синє оптичне випромінювання викидів після злиття є свідченням утворення легших ядер r-процесу, оскільки їх непрозорість лиш трохи вища від непрозорості заліза.
Нові теоретичні обчислення та моделювання показали, як включення ефектів переносу нейтрино може призвести до утворення легших ядер r-процесу у викидах після злиття нейтронних зір. Нагрівання нейтрино відіграє важливу роль у зміні хімічного складу (Ye) викидів із злиття. Електронні нейтрино та антинейтрино, випромінювані після злиття, характеризуються досить високою світністю (>1053 ерг/сек). Внаслідок поглинання нейтрино з такою високою світністю викиди стають більш багатшими на протони, оскільки електронні нейтрино перетворюють деяку частку нейтронів у протони через реакції {\displaystyle n+v_{e}\leftrightarrow p+e^{-}}. Тому нагріті ударними хвилями полярні динамічні викиди після злиття будуть мати відносно високу частку електронів, {\displaystyle Y_{e}\gtrsim 0.25}, і позбавлені лантаноїдів, тим самим роблячи внесок до раннього, синього випромінювання кілонової. Водночас синя кілонова буде видимою лише для променів зору, що не блокуються викидами матерії з високою непрозорістю — «червоною кілоновою».
У порівнянні з колімованим і релятивістсько спрямованим гамма-спалахом, Метцгер та Бергер припустили, що ізотропні випромінювання кілонової роблять їх найбільш перспективним електромагнітним двійником для типового злиття подвійних нейтронних зір на відстані 200 Мпк, що знаходиться в діапазоні модернізованих детекторів LIGO/Virgo. Пізніші обчислення і перші запуски оновленого LIGO дозволили астрономам висунути припущення, що злиття можуть відбуватись значно ближче ніж 200 Мпк, завдяки чому кілонові можна виявити навіть з 1-м телескопами.
2013 р. вперше було виявлено інфрачервоне випромінювання після короткого гамма-спалаху GRB 130603B протягом тижня. Це відкриття було першим свідченням про прямий зв'язок між злиттям нейтронних зір та короткими гамма-спалахами, а відтак, підтвердженням злиття нейтронних зір як місця утворення важких ядер r-процесу у всесвіті.

## Відкриття GW170817

Комбіноване зображення хронології відкриття GW170817 і його електромагнітних двійників (EM170817, GRB 170817A, SSS17a/AT 2017gfo). Вкладки показують першу реєстрацію в гравітаційно-хвильових (спектограми LIGO), гамма-променевих (Fermi-GBM і INTEGRAL), оптичних (ESO-NTT, ESO-VLT-XShooter), рентгенівських (Chandra) та радіо (JVLA) смугах.

17 серпня 2017 року, о 12:41:04 UTC, мережа гравітаційно-хвильових детекторів LIGO-Virgo вперше змогла зареєструвати гравітаційно-хвильовий сигнал від зіткнення двох компактних, надщільних об'єктів, «нейтронних зір», які є залишками від вибуху наднових зір.
Мережа гравітаційно-хвильових детекторів працювала в другому циклі наукових спостережень («Observing Run 2», O2). 30 листопада 2016 року були запущені два детектори LIGO (Livingston, у Лівінгстоні, штат Луїзіана та Hanford, на місці Генфордського комплексу) розташовані на 3003 км один від одного. Детектор Virgo було запущено 1 серпня 2017 року поблизу Пізи в Італії.
Перед завершенням О2, детектори LIGO-Virgo зареєстрували гравітаційно-хвильовий сигнал від злиття подвійних нейтронних зір (названий «GW170817» — «gravitaional wave» і дата реєстрації). Сигнал GW170817 тривав ~100 сек (початок відліку від 24 Гц), до 12:41:04 UTC. GW170817 був ідентифікований у зашумлених вихідних даних через порівняння сигналів із детекторів LIGO-Virgo з бібліотекою моделей сигналів (теоретично передбачених на основі постньютонівського наближення ЗТВ) використовуючи узгоджене фільтрування. Значення моментів обертання та мас узгодженого фільтра, що максимально узгоджувався з GW170817, приписувались сигналу.
Першим сигнал GW170817 був зареєстрований детектором Virgo, через 22 мсек його зареєстрував детектор LIGO-Livingston, і ще через 3 мсек — детектор LIGO-Hanford. Завдяки такій кількості залучених детекторів астрофізики змогли досить точно визначити, з якої саме ділянки неба прийшов сигнал. Для GW170817 ділянка мала витягнуту форму (відому як «еліпс похибки»), ~2 градуси в ширину і 15 градусів у довжину, вкриваючи 28 квадратних градусів у сузір'ї Гідри, з центром поблизу зорі Псі Гідри.
Якби GW170817 сигнал прийшов на три тижні раніше, то детектор Virgo б не зміг його зареєструвати, без чого на основі лише даних детекторів LIGO було б значно важче локалізувати GW170817 на небі, як і знайти електромагнітних двійників чи відкрити кілонову. Якби ж GW170817 сигнал прийшов на кілька тижнів пізніше, то його джерело було б позаду Сонця, унеможливлюючи локалізацію оптичного транзієнта.
Офіційно про відкриття GW170817 було повідомлено 16 жовтня 2017 року на прес-конференції, що одночасно відбувалась у США (Національний прес-клуб у Вашингтоні) та Європі (в штаб-квартирі ESO в Гархінг-бай-Мюнхен, Німеччина).

## Гравітаційно-хвильовий сигнал GW170817

### Гравітаційна хвиля
Існування гравітаційних хвиль вперше було передбачене Альбертом Ейнштейном в 1916 р., через кілька місяців після його публікації рівнянь гравітаційного поля. Відповідно до загальної теорії відносності (ЗВТ), гравітаційні хвилі є збуренням метрики простору-часу і постають як наслідок накладення релятивістської природи на гравітаційні взаємодії. Гравітаційні хвилі генеруються внаслідок асиметричного прискорення системи мас, квадрупольний момент яких змінюється з часом, і поширюються зі швидкістю світла, а їх амплітуда спадає обернено пропорційно відстані від джерела. Гравітаційне випромінювання, генероване орбітальним прискоренням системи мас, призводить до втрати ними енергії, внаслідок чого орбіти зменшуються і врешті решт два масивні тіла зливаються.
Гравітаційні хвилі є хвилями припливної сили. Згідно з принципом еквівалентності, одиничні ізольовані частинки не можуть бути використані для вимірювання гравітаційних хвиль (в силу їх вільного падіння в будь-якому гравітаційному полі і відсутності впливу від проходячої хвилі). Для такого вимірювання потрібні неоднорідності в гравітаційному полі, якими є припливні сили, що переносяться гравітаційними хвилями і які можуть бути виміряні через співставлення положень та взаємодій двох чи більше частинок.
Гравітаційне випромінювання в ЗВТ представлене через безслідовий симетричний тензор другого рангу. У загальній системі координат такий тензор має десять незалежних компонент. Однак, подібно до електромагнітного випромінювання, гравітаційне випромінювання в ЗВТ має тільки два незалежні стани поляризації: «+»-поляризацію та «x»-поляризацію (назви пов'язані з формою еквівалентного силового поля, яке вони генерують), що позначаються h+ і hx. На відміну від електромагнітних хвиль, кут між двома поляризованими станами складає не {\displaystyle \pi /2}, а {\displaystyle \pi /4} (45°). Поляризація гравітаційної хвилі випромінюваного таким джерелом, як подвійна система мас, залежить від орієнтації динаміки в середині цього джерела відносно спостерігача. Відтак, вимірювання поляризації дозволяє визначити орієнтацію подвійної системи.
Гравітаційно-хвильові антени є лінійно-поляризованими квадруполярними детекторами і не чутливі до напрямку хвилі. Тому на основі лише однієї антени не можна визначити напрямок до джерела хвилі. Для цього потрібно одночасне спостереження з використанням трьох і більше детекторів, завдяки чому джерело може бути тріангульоване на небі через вимірювання різниці в часі надходженні сигналу до різних детекторів.
Оскільки тканина простору-часу є надто «жорсткою», то амплітуда її деформації дуже мала. Відтак, щоб гравітаційно-хвильовий сигнал міг бути зареєстрований на Землі потрібні зіткнення дуже масивних тіл. Але навіть тоді гравітаційна хвиля, реєстрована земними детекторами, матиме амплітуду лише h~ 10−21.

### Властивості GW170817
На відміну від двох детекторів LIGO, детектор Virgo не виявив GW170817 сигналу, який потрапив у його «сліпу ділянку». Але цей факт дозволив звузити пошук джерела сигналу на небі до 28 градусів2.
Детектори LIGO-Virgo можуть спостерігати гравітаційні хвилі від подвійної нейтронної зорі протягом декількох хвилин. У випадку GW170817, за 100 секунд до зіткнення, нейтронні зорі були на відстані приблизно 400 кілометрів одна від одної й оберталися приблизно 12 разів за секунду. З кожним обертом нейтронні зорі випромінювали гравітаційні хвилі, втрачали енергію й наближалися одна до одної. Зі скороченням орбіти (так званого «падіння по спіралі») збільшувалася швидкість зір, призводячи до збільшення частоти (відомого як чирп, англ. chirp) та амплітуди гравітаційних хвиль. Процес зближення прискорювався, доки дві зорі не злились, утворивши один об'єкт. Випромінена енергія гравітаційної хвилі становила >0,025 M☉ c2.
Гравітаційно-хвильовий сигнал GW170817 є найгучнішим із досі спостережуваних — комбіноване співвідношення сигнал/шум (SNR) становило 32,4 (LIGO-Livingston SNR — 26,4; Ligo Hanford SNR — 18,8; Virgo SNR — 2,0), тоді як SNR для GW150914 — лише 24.
Із зареєстрованого GW170817-сигналу, найкраще вимірюваним параметром маси є маса чирпа, {\displaystyle {\mathcal {M}}}, (поєднання мас компонент подвійної системи, що обумовлює еволюцію частоти гравітаційного випромінювання і є панівною складовою смуги чутливості детектора), яка становила {\displaystyle {\mathcal {M}}}=1.188+0.004
−0.002 M☉. Тоді як маси зір подвійної системи, внаслідок кореляції їх невизначеностей коливались у широкому діапазоні від 0,86 до 2,26 M☉..
У цілому, гравітаційно-хвильовий сигнал GW170817, — як і відкриті LIGO перед тим гравітаційні хвилі із зіткнень чорних дір, — цілком узгоджувався із загальною теорією відносності:
1. гравітаційні хвилі мають тензорну поляризацію
2. гравітаційні хвилі від зіткнення двох нейтронних зір рухались із тією ж швидкістю, що й світло;
3. гравітаційні хвилі та гамма-промені йшли до Землі 130 млн світлових років і прийшли в межах ~2 секунд;
4. гравітони та фотони із GW170817 події падали до гравітаційного поля Чумацького Шляху в один і той же час, що свідчило про їх падіння з однаковою частотою згідно з принципом еквівалентності.

На основі лише однієї події GW170817 науковцям LIGO-Virgo вдалось встановити частоту злиття подвійних нейтронних зір у рік на середній об'єм простору в кубічний гігапарсек: {\displaystyle {\mathcal {R}}_{BNS}}=1540+3200
−1220 Гпк-3 рік-1, що відповідає 6 — 120 злиттям подвійних нейтронних зір на рік, коли обсерваторії LIGO-Virgo досягнуть запланованої чутливості детекторів у 2020 р. Така частота злиття узгоджується з частотою, отриманою із попередніх спостережень систем подвійних зір.

## Гамма-спалах GRB170817A

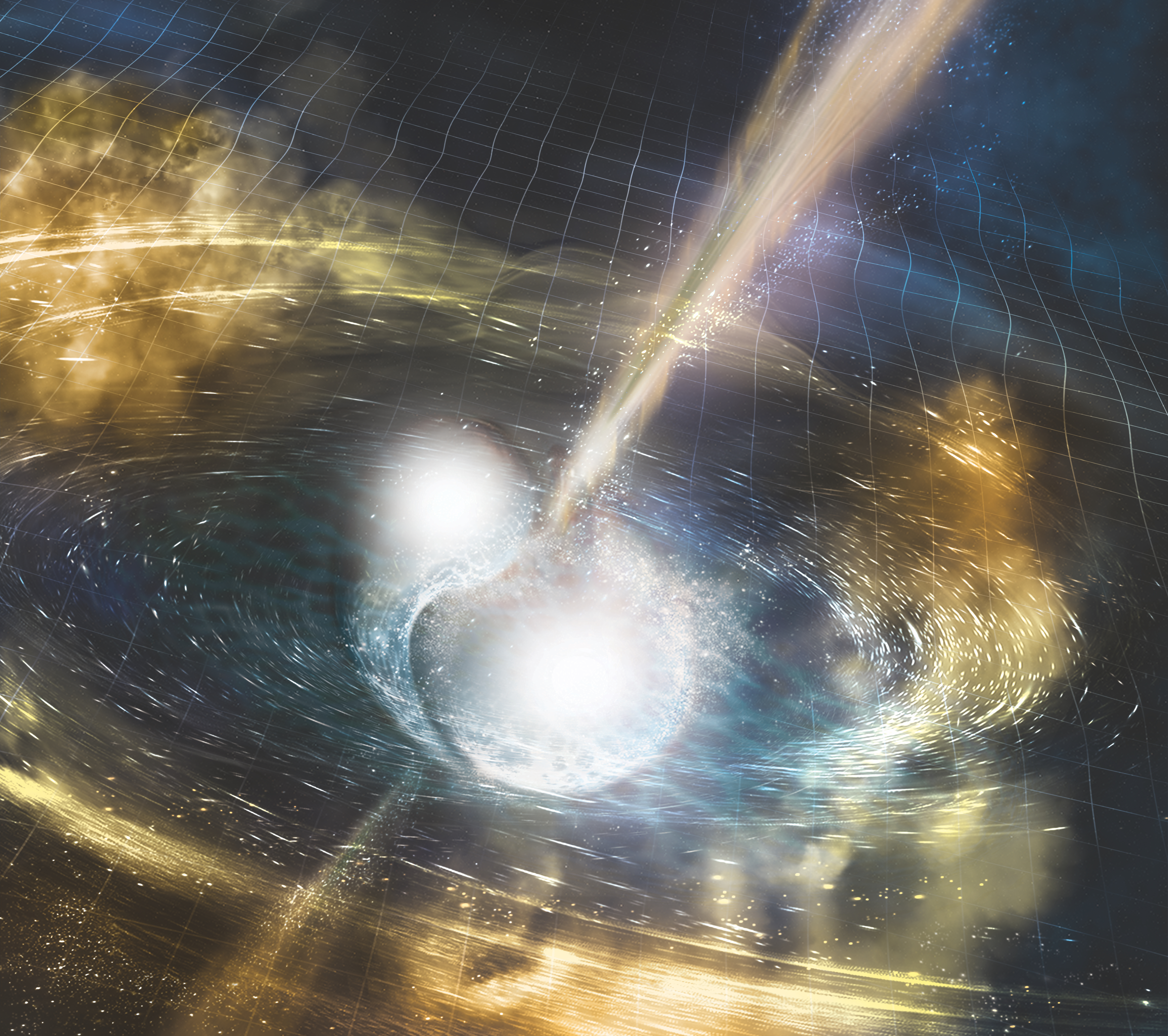
Художнє подання злиття двох нейтронних зір та утворення джету гамма-спаплаху

Гравітаційно-хвильовий сигнал GW170817 супроводжувався коротким спалахом гамма-променів (кСГП), названим GRB170817A. Тривалість гамма-спалаху GRB170817A була подібною до стандартних космологічних коротких СГПів, але з енергією на п'ять порядків менше, ніж усі передбачувані та відкриті короткі СГПи, що могло свідчити або про відхилення кута нахилу осі джету від променя зору або ж про відмінне джерело.

### Реєстрація GRB170817A

Майже одночасна реєстрація гравітаційно-хвильового сигналу GW170817 та пов'язаного з ним гамма-спалаху GRB 170817A детекторами LIGO та космічними обсерваторіями Fermi/GBM та INTEGRAL. Вгорі: три часові ряди, що відповідають числу фотонів за секунду для двох супутників. Верхні дві панелі — часові ряди Fermi. Ці дві панелі відповідають двом різним діапазонам енергії їх детекторів. Третя панель — часовий ряд INTEGRAL. Зареєстрований Fermi та INTEGRAL гамма-спалах GRB 170817A прийшов через 1,7 сек після гравітаційно-хвильового сигналу GW170817, зареєстрованого LIGO-Livingston (внизу).

Перше повідомлення про GRB170817A було автоматично генероване датчиком гамма-спалахів GBM (англ. Gamma-ray Burst Monitor) на орбітальній обсерваторії Fermi о 12:41:20 UTC, всього через 14 сек після реєстрації ним СГП о 12:41:06 UTC. Згодом, через онлайновий пошук ініційований повідомленнями LIGO-Virgo та Fermi-GBM, GRB170817A був виявлений орбітальною гамма-обсерваторією INTEGRAL використовуючи антиспівпадальний захист (англ. Anti-Coincidence Shield) германієвого гамма-спектрометру (SPI) на його борту. Різниця між GW170817 та GRB170817A становила T0 — tc = 1,734 ± 0,054 сек
Подальший аналіз даних Fermi-GBM визначив тривалість GRB170817A в T90 = 2,0 ± 0,5 сек, де T90 — інтервал, у межах якого 90 % флюенс СГП накопичується в діапазоні енергії 50—300 кеВ. Відтак, GRB170817A був класифікований, як короткий спалах гамма-променів із. Піковий потік фотонів GRB170817A, вимірюваний протягом 64 мсек, становив 3,7 ± 0,9 фотонів сек см−2, а флюенс у межах T90 — (2,8 ± 0,2) × 10−7 ерг/см−2 (10—1000 кеВ). GRB170817A є найближчим кСГП з виміряним червоним зміщенням.

### Затримка GRB170817A
Затримка електромагнітного сигналу на ~1,7 сек порівняно з гравітаційно-хвильовим може бути пов'язана з ефектом Шапіро (передбачає, що час поширення безмасових часток у викривленому просторі-часі, тобто через гравітаційні поля, дещо збільшується порівняно з гладким простором-часом), хоча не виключені й інші пояснення. Іншими поясненнями затримки гамма-променів може бути:
a) затримка із злиття, допоки не утворилась чорна діра;
б) затримка із злиття, допоки гамма-спалах не був підсилений магнітним полем;
в) час надходження світла від місця випромінювання;
г) уповільнення, зумовлене міжзоряним середовищем
д) екзотична фізика
Така затримка в часі двох сигналів дозволила пов'язати короткі гамма-спалахи зі злиттям нейтронних зір. Крім того, вона накладає обмеження на швидкість гравітаційних хвиль, які за передбаченнями загальної теорії відносності мають ту ж саму швидкість, що й швидкість світла. Тож, відкриття GW170817 та GRB 170817A вперше однозначно показали, що швидкість світла дорівнює швидкості гравітаційних хвиль із точністю до 10−15:
{\displaystyle -3\times 10^{-15}\leq {\frac {v_{gw}-c}{c}}\leq +7\times 10^{-16}}

### Властивості GRB170817A
GRB170817A характеризувався винятково низьким ізотропним еквівалентом енергії гамма-променів (Eγ, iso ≈ 5 × 1046 ерг) та піковою фотонною енергією (Ep ~ 40—185 кеВ), що разом із пізнім надходженням рентгенівського (через 9 днів) та радіо (через 17 днів) випромінювання, є переконливим свідченням випромінювання із відносно вузького релятивістського джету, спостережуваного під великим кутом (θobs ≈ 37—42°) до осі його початкової апертури (θobs > θ0)..
Аналіз максимальної правдоподібності ключових параметрів післясвітіння на основі даних радіо- та рентгенівського випромінювання з GRB170817A визначив діапазон енергії для істинної енергії джету кСГП в ⟨E⟩ ≈ 1048 — 1049. Це загалом узгоджується з енергіями для джетів кСГП, що спрямовані вздовж променя зору спостерігача і які характерні для злиття нейтронних зір.
Більш детальний аналіз даних Fermi-GRB для GRB170817A виявив два окремі компоненти спалаху: 1) первинний сильний пік, що тривав <0,5 сек, нетепловий комптонівський спектр якого (Ep ~ 185 ± 62 кеВ) був у цілому схожий до регулярних СГПів, потім слідував 2) слабший компонент випромінювання, з тривалістю ~2 сек і мав тепловий спектр чорного тіла з kT = 10,3 ± 1,5 кеВ. Перший компонент міг бути позаосьовим проявом більш потужного джету короткого СГП, світність якого була ослаблена релятивістським випромінюванням, або ж є свідченням відхилення кута нахилу осі джету СГП від променя зору. Своєю чергою, джерелом теплової компоненти GRB170817A міг бути гарячий кокон чи вихід ударної хвилі внаслідок прориву ультрарелятивістського СГП крізь хмару полярних викидів.
Оскільки випромінювання червоної кілонови в GW170817 припускають, що після злиття нейтронних зір утворився масивний акреційний диск і формування чорної діри було відносно швидким, то система «чорна діра — тор» забезпечує природний механізм для генерування і живлення релятивістського джету СГП. Ця система також пояснює часову еволюцію структури джету. Акреційний диск, утворений після злиття, еволюціонує протягом в'язкого часу кілька секунд. За цей час диск втрачає значну частку своєї маси через акрецію та витікання. Якщо колімація джету СГП обумовлена середовищем, сформованим вітрами диску та динамічними викидами, тоді (з послабленням густини довколишньої хмари викидів та сили джету) кут розкриття джету може також збільшитись впродовж кількох секунд, подібно до спосетержуваної затримки GRB170817A в ~1,7 сек.
Імовірність того, що GRB170817A спостерігався під кутом до осі ядра джету кСГП узгоджується з відносно великим кутом нахилу подвійної системи відносно променя зору (θobs): θobs ≈ 0,2—0,6. Іншим свідченням існування більш потужного позаосьового джету в GW170817 було відкриття нетеплових радіо та рентгенівських випромінювань, що слідували після злиття із затримкою в кілька тижнів. Таке випромінювання характерне для позаосьового післясвітіння від «сирітського» (без реєстрації самого гамма-випромінювання) гамма-спалаху.
Тільки через 15 днів після виявлення гравітаційно-хвильового сигналу космічний телескоп «Чандра» зареєстрував рентгеінвське джерело, а опісля був виявлений і радіо сигнал. Моделювання показали, що ці рентгенівські та радіо-випромінювання утворилися внаслідок релятивістських джетів з енергією, близькою до космологічних коротких гамма-спалахів, але спрямованих під великим кутом до променя зору, що мало пояснити слабкий короткий гамма-спалах.
За отриманими даними, гамма-спалах GRB170817A характеризується наступними рисами:
1. розпочався через ~2 сек після злиття подвійної нейтронної зорі;
2. тривав ~2 сек, що близько до тривалості більшості коротких гамма-спалахів;
3. загальна гамма-ізотропна енергія (Eγ, iso) ~5 × 1046 ерг;
4. пік (Epeak) ~185 кеВ

Тож, GRB170817A набагато слабший, ніж найслабші із зареєстрованих гамма-спалахів, попри те, що джерело гамма-спалаху відносно набагато ближче до Землі і він мав бути набагато більш яскравим.

### Випромінювання гамма-променів із нагрітого кокона
Низька гамма-променева світність GRB170817A не узгоджується із жодним із досі виявлених випромінювань кСГПів. Існує кілька можливих сценаріїв, що пояснюють таку низьку світність кСГП, серед яких найбільш вірогідними є: випромінювання із структурованого джету з ширококутним розподілом ; проривне випромінювання із помірно релятивістського кокона; осьове випромінювання множини кСГП з низькою світністю.
Одним із найбільш обґрунтованих пояснень низької світності GRB170817a є те, що він постав із нагрітого кокона і вісь джету була спрямована під великим кутом до променя зору спостерігача. Злиття двох нейтронних зір супроводжується викидом матерії в довколишнє середовище. З одного боку ці викиди, через лобовий тиск, сприяють колімінації (утворенню паралельних) релятивістських джетів. З іншого боку, коли релятивістський джет проривається через повільні викиди, то значна частка викинутої матерії нагрівається та прискорюється, утворюючи кокон. Розповсюджуючись у поперечному напрямку, кокон розширюється майже ізотропно (до кута ~50°). Стаючи прозорим, такий кокон може підтримувати транзієнт коротких гамма-променів.
Запропонована Лаццаті та ін. модель передбачає, що поширення джету СГП через баріонні уламки, викинуті довкола місця злиття, призведе до утворення нагрітого ізотропного кокона, через який ранні (протягом перших хвилин після злиття) гамма-промені і будуть спостерігатись. Згідно з цією моделлю, джерелом миттєвої світності GRB 170817A міг бути кСГП, спостережуваний під кутом ~10—20° до осі джету. Однак в оновленій моделі Лаццаті та ін., в основі якої був вже анізотропний кокон, рання світність кСГП припускала спрямованість променя зору спостерігача до осі джету під кутом 40—50°. Однак ця ж сама модель передбачає для реєстрованої Fermi-GBM пікової енергії фотонів GRB170817a (124 ± 52,6 кеВ) кут нахилу 10°. Тож дана модель не повністю пояснює спостережуване випромінювання GRB170817a.
Іншим передбаченням моделей нагрітого кокона є пізня (від кількох тижнів до місяців після злиття) поява рентгенівського випромінювання у випадку позаосьового випромінювання кСГП. Причиною такої затримки є те, що по мірі уповільнення трансрелятивістського кокона (з Лоренц-фактором Г~2—3) зовнішнім середовищем та розширення в поперечному напрямку, він починає випромінюватись як регулярне післясвітіння осьового СГП, освітлюючи все більшу частину неба і врешті досягаючи променя зору спостерігача. Передбачається, що випромінювання такого позаосьового «сирітського» (без гамма-променів) післясвітіння повинно бути значно тьмянішим, аніж раннє післясвітіння. Дані спостережень транзієнта GW170817a космічною рентгенівською обсерваторією «Чандра» в цілому узгоджуються з цими моделями нагрітого кокона. На 9 день після злиття нейтронних зір, телескопом Чандра в GW170817 було виявлено лише тьмяне джерело рентгенівського випромінювання. Тоді як на 15 день рентгенівська світність становила LX ≈ 9 × 1038 ерг/сек.
Моделі класичного, позаосьового кСГП, — із променем зору спостерігача під кутом до осі сильного, ультрарелятивістського джету, — не в змозі пояснити спостережувані властивості гамма-променів GRB170817a. Тим паче, що у випадку такого сценарію транзієнт GW170817 повинен проявляти яскраве післясвітіння вже приблизно через день після злиття нейтронних зір, що не узгоджується з довгою (від кількох днів до тижнів) затримкою радіо- та рентгенівського випромінювань. Тому для пояснення слабких гамма-променів у події GW170817, Каслівал та ін. запропонували модель ширококутного, помірно-релятивістського (Г≈ 2—3) кокона, що огортає джет кСГП. У цій моделі релятивістський джет запускається після короткої затримки, обумовленої колапсом гіпермасивної нейтронної зорі в чорну діру. По мірі проходження джету через викиди матерії в злитті нейтронних зір, викинута матерія роздувається та утворює герметичний кокон, що розширюється назовні з помірно-релятивістською швидкістю. Згідно з цією моделлю кокона, існують два можливі сценарії для джету: а) у випадку ширококутного джету (кут ≈30°) він виявиться закупореним і не зможе прорватись через викиди матерії; б) у випадку тривалого та вузькокутного джету (≈10°), то він зможе прорватись через викиди та постане для спостерігача як стандартний, осьовий кСГП. Модель Каслівал та ін. передбачає, що всі властивості спостережуваних гамма-променів GRB170817a є наслідком прориву джету через помірно-релятивістський кокон, за умови що Лоренц-фактор джета Г≈2—3, а радіус прориву — ~3 × 1011 см.
Виконане Каслівал та ін. релятивістське гідродинамічне моделювання джету всередині розширюючихся викидів матерії нейтронних зір показало, що навіть якщо незначна кількість викинутої матерії (з масою ≈ 3 × 10−9 M☉) рухається зі швидкістю 0,8c, то радіус прориву та швидкість будуть достатніми для генерування спостережуваних гамма-променів GRB170817a. Загалом модель Каслівал та ін. досить добре пояснює багатохвильові властивості транзієнта GW170817, від гамма- до радіо випромінювань.

## Електромагнітне підтвердження GW170817-сигналу
На відміну від злиття чорних дір, які майже невидимі, злиття нейтронних зір супроводжується електромагнітним випромінюванням. Ще з часу відкриття перших подвійних нейтронних зір припускалось, що їхнє злиття має генерувати широкий діапазон електромагнітного випромінювання — від радіохвиль до гамма-променів. Виявлення електромагнітного двійника злиття подвійних є важливим для розуміння його фізики: воно може надати точне місце розташування джерела; вияснити поведінку речовини під час злиття, включаючи релятивістський струмінь і нерелятивістські виверження; виявити, чи є таке злиття джерелом r-процесу нуклеосинтезу; пролити світло на формування та властивості об'єкту, що утворився внаслідок злиття тощо.

### Оптичні та ультрафіолетові спостереження

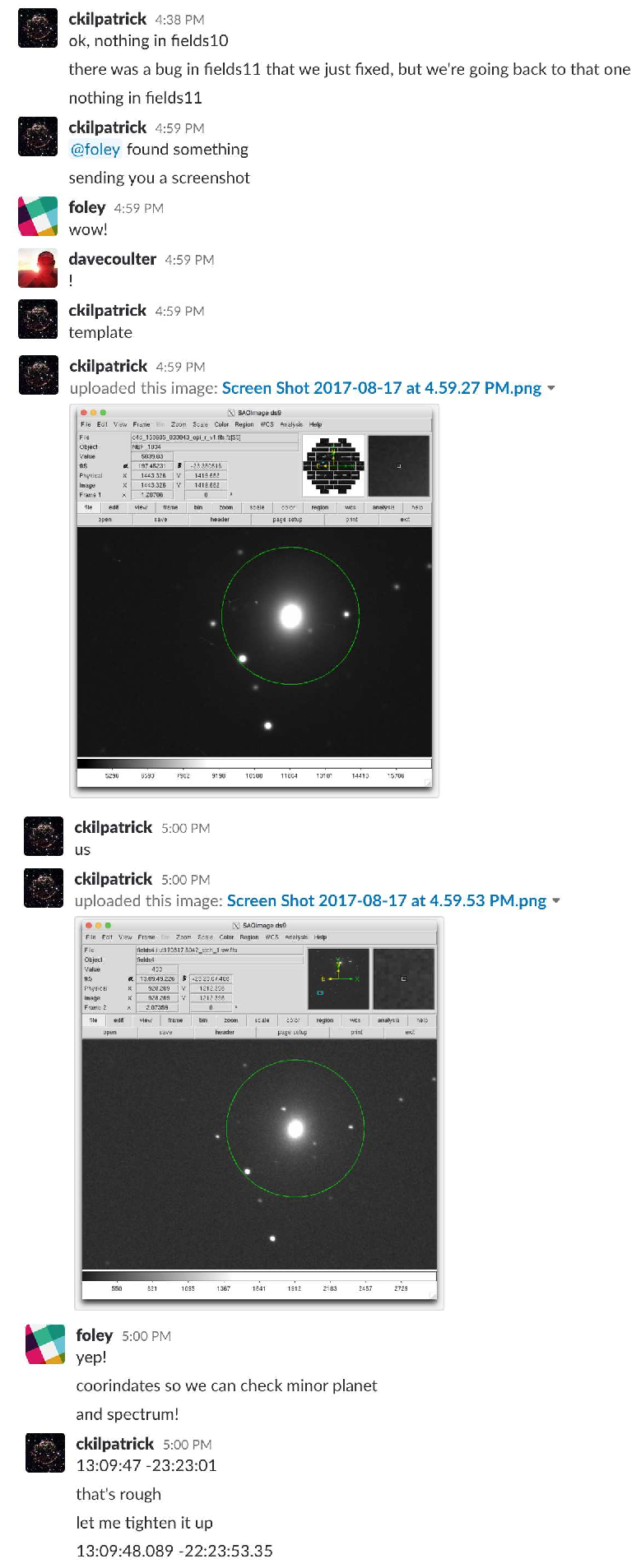
Фрагмент бесіди в Slack двох астрономів із команди «1M2H», яка першою виявила оптичне джерело після події GW170817 — SSS17a (Swope Supernova Survey 2017a, через 11 годин після відкриття LIGO-Virgo). На другому зображенні помітно спалах у галактиці NGC 4993, де утворився гравітаційно-хвильовий сигнал GW170817

Одразу після реєстрації GW170817 LIGO-Virgo, шість колаборацій астрономів незалежно одна від одної протягом 42 хвилини виявили і почали спостерігати оптичне джерело гравітаційно-хвильового сигналу, згодом назване AT 2017gfo. Ці колаборації включали:
- колаборацію Swope Supernova Survey (SSS) та One-Meter Two-Hemisphere (1M2H)[147];
- Distance Less Than 40 Mpc (DLT40)[148];
- групу Dark Energy Survey (DES)[149];
- команду відстеження післясвітіння гравітаційних хвиль у "as Cumbres Observatory[4];
- колаборацію Mobile Astronomical System of Telescope-Robots (MASTER)[150];
- колаборацію VIsta Near-infraRed Observations Unveiling Gravitational wave Events (VINROUGE)[151].

Команда астрономів, використовуючи відносно маленький 1-метровий (в діаметрі) телескоп Swope обсерваторії Лас-Кампанас у Чилі першою виявила яскраве оптичне джерело (SSS17a) в галактиці NGC 4993 (сузір'я Гідри), яка належить до лінзоподібних галактик, що згодом було підтверджено спостереженнями з багатьох інших телескопів.
Спочатку яскрава світність та синій, невиразний оптичний спектр джерела GW170817 узгоджувався з вибухом молодої наднової. Тому спершу оптичний двійник було зареєстровано як наднову SSS17a (англ. Swope Supernova Survey 2017a). Однак наступної ночі спостереження виявили, що джерело GW170817 істотно потьмяніло в оптичному спектрі, але стало яскравішим в інфрачервоному. Пізніше Центральне бюро астрономічних телеграм Міжнародного астрономічного союзу) перейменувало подію в «AT 2017gfo».
Оптичний транзієнт AT 2017gfo з'явився через ~1 день після злиття нейтронних зір і швидко згасав, з частотою ~2 mag на день в g-смузі, ~1 mag/день в r-смузі і ~0,8 mag/день в i-смузі. Отримані із SOAR) і Магелланових телескопів оптичні спектри та із телескопу Габбла УФ-спектри джерела GW170817 тривали 1,5 — 9,5 днів.
Оптичні спектри GW170817 були не схожими на жодні з відомих для наднових і дуже швидко еволюціювали від синього (~6400 K) до червоного (~3500 K) протягом перших трьох днів після злиття. Так, отриманий за допомогою SOAR спектографа англ. Goodman High Throughput Spectrograph найраніший спектр AT 2017gfo, на 1,5 день після злиття, характеризувався панівним синім компонентом (пік ~5000 Å; світність λLλ≈2×1041 ерг сек−1), що вже на 2,5 день змінився червонуватим компонентом (з піком 7000 Å), і цілком змістився з оптичного діапазону на 7,5 день.
Злиття двох нейтронних зір, GW170817, супроводжувалось відповідним коротким гамма-спалахом, GRB 170817A. Близько половини із спостережуваних коротких гамма-спалахів мають відповідні післясвітіння. Тому не виключена можливість, що в ранньому, синьому оптичному спектрі злиття може бути присутній домішок такого післясвітіння у випромінюванні із кілонової. У перші дні AT 2017gfo мав кольори, схожі до раніше спостережуваних післясвітінь коротких гамма-спалахів. Однак, до прикладу, післясвітіння гамма-спалаху GRB 130603B, було на ~4 mag яскравішим, аніж AT 2017 gfo. Тому, якщо було післясвітіння пов'язане GW170817/GRB 170817 A, воно було значно слабшим, аніж післясвітіння від GRB 130603B.

Оптичні криві блиску кілонови в NGC 4993 Графік показує яскравість кілонової, виявленої в галактиці NGC 4993, виміряну через різні світлофільтри. У синьому світлі оптичне джерело швидко загасло. Але в ближньому інфрачервоному діапазоні об'єкт залишався яскравим деякий час і загасав повільніше. Протягом чотирьох тижнів кілонова змінила колір із яскраво синього на яскраво червоний, що пояснюється r-процесом нуклеосинтезу важких елементів.

Разом із тим, властивості оптичного і УФ спектрів GW170817 не можуть бути пояснені винятково післясвітінням від короткого гамма-спалаху, що зазвичай характеризується більш синім оптичним спектром і значно повільнішою зміною кольору його компонент. Це узгоджуються з даними, отриманими в радіо- та рентгенівському спектрі, що також не виявили значного внеску післясвітіння гамма-спалаху в цей період, вказуючи на відхилення кута нахилу осі джету.
Світність та швидка зміна кольору AT 2017gfo не можуть бути пояснені простою моделлю випромінюючого абсолютного чорного тіла, однак досить добре узгоджуються з моделями кілонової — оптичного транзієнта, спричиненого радіоактивним розпадом матеріалу r-процесу, викиненого злиттям двох нейтронних зір. Виявлений початковий пік в оптичному спектрі та його швидке згасання через день свідчать про «синю» кілонову, яка, згідно з моделюванням, постає лиш тоді, коли частка електронів ({\displaystyle Y_{e}}; відношення числа електронів до числа нуклеонів) в значній кількості викинутого матеріалу становить {\displaystyle Y_{e}\gtrsim 0.3}, стримуючи утворення лантаноїдів.
Оптичні спектри вказують на те, що синя кілонова постала як результат полярних викидів матерії, що складалась із легких ядер r-процесу із масовим числом {\displaystyle A\lesssim 140}. Тоді як з утворенням лантаноїдів пов'язаний викид матерії з {\displaystyle Y_{e}\lesssim 0.2}. Через більшу непрозорість, випромінювання від багатої лантаноїдами матерії досягають піку в інфрачервоному спектрі протягом тижня після злиття нейтронних зір, формуючи «червону кілонову». Реєстрований в оптичному діапазоні розподіл спектральної енергії на 2,5—3,5 день був не схожий на спектр жодного із коли-небудь спостережуваних оптичних транзієнтів. Тому жодне з існуючих передбачень обчислювальних моделей чи спостережуваних астрономічних транзієнтів не узгоджується з червоним кольором в оптичному спектрі через 2,5 дні після злиття, за винятком «червоної» кілонової.

Еволюція розподілу спектральної енергії оптичного двійника GW170817 (AT2017gfo) протягом перших 12 днів. Помітний перехід від синього до червоного кольору.

Для оптичної світності потрібна низька частка лантаноїдів, оскільки r-процес надважких елементів придушить оптичний потік через непрозорість їх спектральних ліній. Оптичні дані припускають, що такі викиди матерії з незначною часткою лантаноїдів можуть бути видимі лише в межах {\displaystyle \theta _{obs}\lesssim 45^{\circ }} орбітальної осі.
На основі порівняння оптичних спектрів із модельними передбаченнями, маса викидів «синьої» кілонової повинна становити ~0,003 M☉. Відсутність роздільних спектральних ліній в оптичних даних найкраще узгоджується з тими моделями, які передбачають швидкість викидів «синьої» кілонової v = ~0,3c. Згідно з теоретичними розрахунками, така велика швидкість є свідченням того, що «синя» кілонова сформувалась у результаті динамічних полярних викидів матеріалу, нагрітого ударною хвилею в точці зіткнення. З цього випливає, що обидва компоненти подвійної системи повинні були бути нейтронними зорями, а не нейтронною зорею і чорною дірою, оскільки в цьому випадку (за відсутності точки зіткнення) єдиним джерелом викидів із високою часткою електронів {\displaystyle Y_{e}} буде лише вітер з акреційного диску. Тож, виявлена в оптичному спектрі значна маса швидких викидів, пов'язаних з «синьою» кілоновою, відкидає можливість того, що джерелом GW170817 є злиття чорної діри та нейтронної зорі. Відтак, оптичні дані суттєво доповнюють гравітаційно-хвильовий сигнал, спираючись лише на який не можна розрізнити складові компоненти подвійної системи.
У випадку, якщо «синя кілонова» дійсно пов'язана з динамічними полярними викидами, то загальна маса викинутого матеріалу дозволяє накласти обмеження на радіус нейтронної зорі подвійної системи. Що компактнішою є нейтронна зоря, тим ближче подвійні зорі можуть наблизитись одна до одної і тим більша орбітальна швидкість при злитті, як наслідок — більша ударна хвиля, яка нагріє та викине більше матеріалу. Моделювання показали, що для нейтронної зорі з малим радіусом (<11 км) маса викидів становить ~10−2 M☉, і є на порядок меншою для зір із більшим радіусом (>13 км). Тому у випадку динамічних полярних викидів, їх більша маса припускає невеликий радіус нейтронної зорі, <12 км.
Отож, спостережуваний оптичний двійник GW170817, AT 2017gfo, є першим спектральним свідченням кілонової, підтверджуючи теоретичні припущення, що злиття двох нейтронних зір є місцем r-процесу нуклеосинтезу.

### Спостереження в інфрачервоному діапазоні

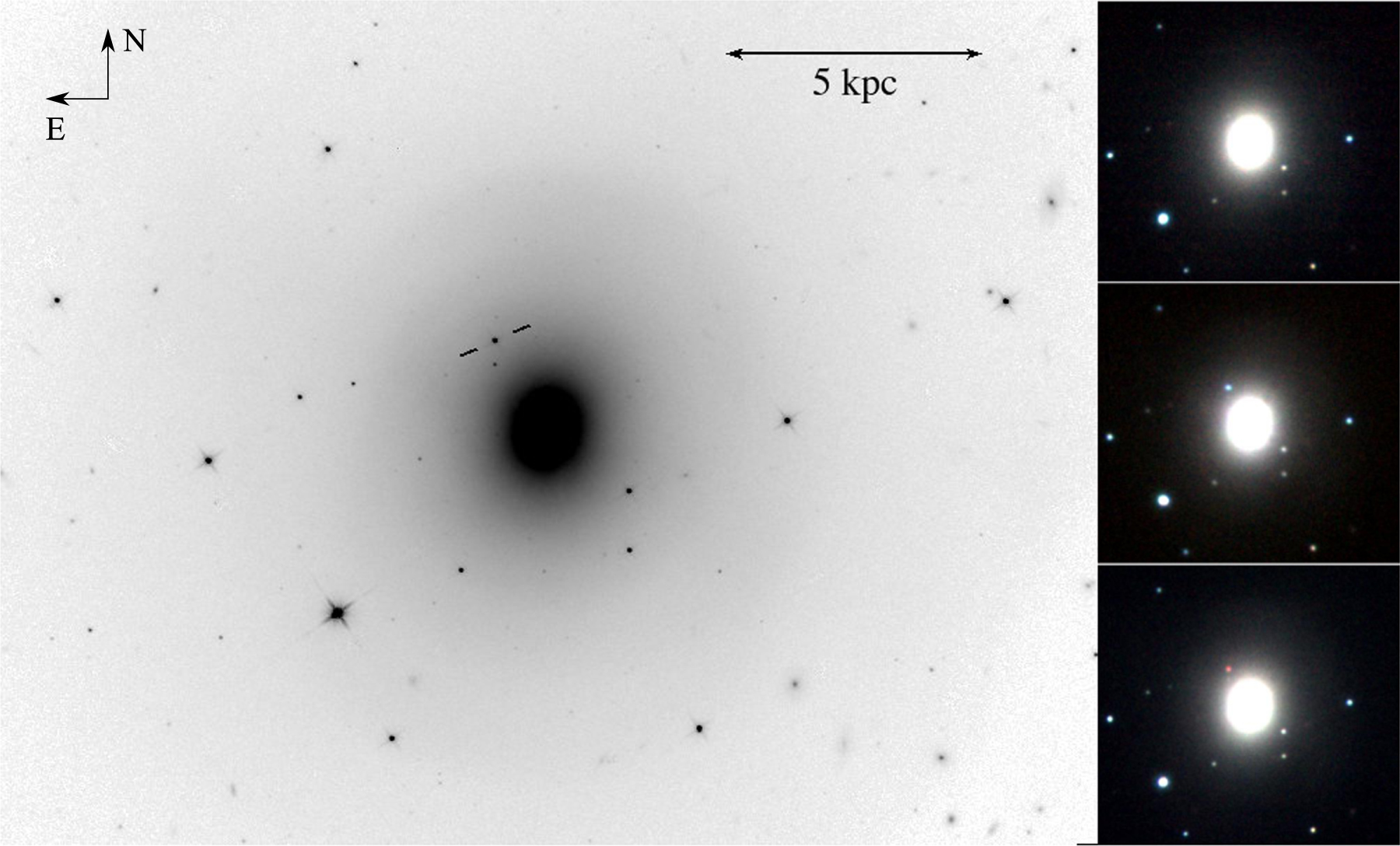
AT2017gfo — джерело GW170817-сигналу. Головна панель — інфрачервоне зображення оптичного транзієнта AT2017gfo (виділено рисками) і його положення в галактиці NGC 4993 (Телескоп Габбла, ІЧ-фільтр F110W). Панелі праворуч показують швидку еволюцію кольору оптичного двійника GW170817 від синього до червоного. Вгорі — зображення до злиття, 2014. Посередині — відкриття оптичного транзієнта. Внизу — через 8,5 діб після відкриття транзієнт згасає й стає червоним.

Тоді як в ультрафіолетовому та оптичному діапазонах спалах згас через кілька днів після реєстрації, у червоному та інфрачервоному діапазонах він тривав ще кілька тижнів. Тож, поряд з оптичними та УФ спостереженнями джерела GW170817, незалежні групи астрономів також спостерігали за ним в інфрачервоному діапазоні.
Після виявлення оптичного транзієнта GW170817, група астрономів, використовуючи спектрограф та інфрачервону камеру FLAMINGOS-2 на телескопі Джеміні-підвень в Чилійських Андах, отримала послідовність із семи спектрів ближнього інфрачервоного діапазону (БІЧ) (від 700 до 2500 нм) у період від 1,5 до 10,5 діб після реєстрації гравітаційної хвилі LIGO.
Первинна фаза БІЧ спектрів, через півтори доби після злиття нейтронних зір, була дуже гладкою й синьою. Однак, вже на 2,5 день після злиття в БІЧ спектрах з'явився широкий пік (біля 1,05 мкм), який протягом наступних ночей став червоним. А на 4,5 день з'явився другий пік — біля 1,55 мкм, вказуючи на зміну панівних джерел непрозорості.
Теоретичні обчислення та моделі припускають, що джерелом яскравого інфрачервоного спалаху після злиття подвійних нейтронних зір є «червона» кілонова — радіоактивний розпад лантаноїдів щойно синтезованих у викинутій після злиття речовині. Припускається, що на відміну від динамічного викиду в полярному напрямку на межі зіткнення двох нейтронних зір, речовина, яка викидається в орбітальній площині припливними силами, має меншу частку електронів {\displaystyle Y_{e}\lesssim 0,2}, а відтак має бути багатою на лантаноїди й формувати «червону» кілонову, видиму в БІЧ спектрах.
Зіставлення спектрів джерела GW170817 з однокомпонентною моделлю «червоної» кілонової (модель, побудована на основі лише одного елемента — неодиму) у ближньому інфрачервоному діапазоні виявило досить добру узгодженість між модельними й спостережуваними БІЧ спектрами, навіть без додаткового коригування параметрів моделі. Така узгодженість дозволила встановити, що для відтворення БІЧ спектрів через 4,5 доби (спектральні піки біля 1,05 мкм і 1,55 мкм) викид кілонової мав мати масу ~0,04 M☉, швидкість v = 0,1c і досить великий вміст лантаноїдів, {\displaystyle X_{lan}\approx 10^{-}2}. Ці дані БІЧ спектрів, що свідчать про «червону» кілонову, також узгоджуються з комбінованими кривими світності в оптичному та БІЧ діапазонах, отриманими іншою групою астрофізиків за допомогою камери темної енергії (англ. Dark Energy Camera, DECam), телескопів Джеміні-південь та Габбла.
Відтак, широкі спектральні піки в ближньому інфрачервоному діапазоні через 2,5 доби після злиття нейтронних зір відповідають значній поширеності лантаноїдів, узгоджуються з даними оптичних та ультрафіолетових спектрів, теоретичними обчисленнями й модельні передбаченнями, що злиття подвійних зір є одним із головних місць r-процесу нуклеосинтезу важких хімічних елементів.
Отримана на основі поєднання ультрафіолетового, оптичного та інфрачервоного спектрів Болометрична світність AT 2017gfo змінювалася від 1042 ерг/сек через півдоби після спалаху до 3× 1040 ерг/сек на 10 добу. На основі оцінки еволюції його ефективної температури, було встановлено, що джерело GW170817 швидко охолоджувалось, від ≈11 000 K до ≈5000 K через добу і до ≈1400 K через 10 діб. Швидкість розширення фотосфери джерела була в діапазоні від 0,3 до 0,1 швидкості світла. Крім цього, було виявлено широкі піки в інфрачервоному спектрі, не схожі на жодні інші виявлені астрономічні транзієнти. Тож, Джерело|поєднання високої швидкості розширення оболонки, швидкого спадання оптичної світності та широких інфрачервоних піків у спектрі дозволили астрономам встановити, що AT 2017gfo пов'язаний саме з GW170817.
У цілому, криві блиску оптичного джерела GW170817 дуже добре узгоджувались із теоретичними передбаченнями та обчислювальними моделями радіоактивного розпаду важких елементів, утворених під час злиття двох нейтронних зір та появи кілонової.
Разом із тим, пошук високо-енергетичних нейтрино (які мають випромінюватись внаслідок злиття) поблизу джерела сигналу GW170817, не дав результатів. Після ідентифікації галактики NGC 4993, де відбулась подія, астрономи спостерігали її два тижні, прагнучи зареєструвати нейтрино, але не виявили помітного випромінювання.

### Затримка радіо-сигналу
Механізм перетворення енергії в гамма-спалах наразі не достатньо зрозумілий. Більш зрозумілою є природа довгохвильових (від рентгенівських до радіо) післясвітінь. Енергія, вивільнена в результаті вибуху і не випромінена гамма-спалахом, має форму речовини або енергії, що рухається назовні майже зі швидкістю світла. Зіткнення цієї матерії з довколишнім міжзоряним газом утворює релятивістську ударну хвилю, що вільно поширюється міжзоряним простором. Друга, зворотна ударна хвиля може поширитись назад до викинутої вибухом матерії (стадія Сєдова). У цьому процесі речовина в ударних хвилях може підсилити локальні магнітні поля, які, своєю чергою, прискорять заряджені частинки, які випромінюватимуть синхротронне випромінювання в більшій частині електромагнітного спектру.

Галактика NGC 4993 та післясвітіння гамма-спалаху GRB170817A в оптичному діапазоні (вкладка), зареєстровані. космічним телескопом «Габбл» через 6 днів після реєстрації GW170817

Моделі злиття подвійних нейтронних зір передбачають, що після випромінювань на інших електромагнітних хвилях, має з'явитися також радіо-післясвітіння внаслідок припливного викиду 0,01—0,05 сонячних мас речовини на субрелятивітських швидкостях. Відповідно до цих моделей, синхротронне випромінювання, яке утворюється внаслідок злиття нейтронних зір, має тривати від кількох місяців до років після злиття з максимум у радіодіапазоні. Оскільки час і яскравість радіо джерела є чутливими до маси та швидкості ударної сили виверження та до густини міжзоряного середовища, то радіо сигнал дозволяє встановити як енергію вибуху внаслідок злиття, так і характеристики навколишнього середовища.
Моделювання також передбачає, що властивості гамма-спалахів та їх післясвітінь зумовлені релятивітським струмінем (джетом), взаємодія якого з середовищем генеруватиме радіо-випромінювання. Однак, у цьому випадку крива блиску радіо сигналу істотно залежатиме від кута між променем зору та напрямком струменя.
Лише 2 вересня 2017 р., через 16 днів після реєстрації LIGO-Virgo події GW170817, у радіоастрономічній обсерваторії Дуже великий масив (ДВМ) було зареєстровано радіохвилі. 5 вересня Австралійський компактний масив телескопів (АТСА) також виявив післясвітіння GW170817 у радіодіапазоні. Ці радіоспостереження вказують на два можливі механізми походження радіо хвиль: а) релятивістський викид вибуху спрямований під великим кутом до променя зору; б) після вибуху речовина могла утворити «кокон», що поглинув частину джету й призвів до більшого радіо-випромінювання. Однак, перший механізм не узгоджується з реєстрованим радіопіслясвітінням, яке в такому випадку мало б бути набагато яскравішим, ніж спостерігалося. Слабкість радіопіслясвітіння вказує на користь моделі «кокона» й може свідчити про те, що джерелом радіосигналу міг бути не один гамма-спалах, а спалах гамма-променів.

## Властивості джерела GW170817
| Властивість                                          | Значення                                                |
| ---------------------------------------------------- | ------------------------------------------------------- |
| Маса чирпа                                           | {\displaystyle {\mathcal {M}}} = 1.188+0.004 −0.002 M☉. |
| Маса першої НЗ, M1                                   | 1,36—1,60 M☉                                            |
| Маса другої НЗ, M2                                   | 1,17—1,36 M☉                                            |
| Загальна маса подвійної системи НЗ                   | ≈2.74+0.04 −0.01 M☉                                     |
| Кут променя зору відносно осі подвійності НЗ, θobs   | 11—33°                                                  |
| Викид «синьої» кілонови (Amax < 140)                 | ≈ 0,01—0,02 M☉                                          |
| Викид «червоної» кілонови (Amax > 140)               | ≈ 0,04 M☉                                               |
| Отримано в «легкому» r-процесі, (Amax < 140)         | ≈ 0,05—0,06 M☉                                          |
| Отримано у «важкому» r-процесі, (Amax > 140)         | ≈ 0,01 М☉                                               |
| Маса утвореного золота                               | ∼ 100—200 М⊕                                            |
| Маса утвореного урану                                | ∼ 30—60 М⊕                                              |
| Відхилення кута нахилу осі джету гамма-спалаху       | 1049—1050 ерг                                           |
| Густина міжзоряного середовища злиття подвійності НЗ | 10−4—10−2 см−3                                          |

Кожне джерело генерує різні гравітаційні хвилі залежно від астрофізичних властивостей системи. Серед таких властивостей важливими є маса кожного об'єкту, швидкість його обертання довкола своєї осі, розмір орбіти, нахил орбіти відносно напрямку спостереження тощо. Поєднання цих всіх властивостей змінює форму, амплітуду та зміну гравітаційно-хвильвого сигналу з часом.
Аналізуючи GW170817, астрономи визначили масу первинної нейтронної зорі (m1) від 1,36 до 2,26 M☉, а масу вторинної (m2) — від 0,86 до 1,36 M☉. Ці маси відповідають масам відомих нейтронних зір, що свідчить про те, що система, у якій відбулася подія GW170817, складалася з двох нейтронних зір. Ця пара нейтронних зір утворилася близько 11 млрд років тому, коли дві масивні зорі пройшли стадію наднових за кілька мільйонів років перед тим. Об'єкт, утворений після злиття двох нейтронних зір, має масу від 2,73 до 3,29 M☉.
Крім маси, гравітаційна хвиля дозволяє виміряти відстані до джерела сигналу (фотометричну відстань). Фотометрична відстань виявилась рівною 40 мегапарсек (~130 млн світлових років), що узгоджується з відстанню до галактики NGC 4993.
Попри те, що один з об'єктів пари був нейтронною зорею, це не означає, що обидва об'єкти були нейтронними зорями. І навіть як обидва об'єкти мають маси, схожі до відомих астрономам нейтронних зір, один із них міг бути чорною дірою. Хоча ще не було виявлено чорної діри з масою нейтронної зорі, однак також немає й даних, що таких чорних дір не існує. Тому залишається можливість, що джерелом GW170817 була подвійна система з чорної діри та нейтронної зорі. Утім, враховуючи схожість мас двох об'єктів із нейтронними зорями, астрономи схиляються до думки, що це було дві нейтронні зорі.
Існують два можливі сценарії того, що сталося з нейтронними зорями після злиття: або утворилася «гіпермасивна нейтронна зоря» (у такому випадку, це буде найбільша з відомих нейтронних зір), або утворилася чорна діра (у такому випадку, це буде найлегша з відомих чорних дір).

### Двокомпонента кілонова
Отриманий різними колабораціями астрономів тепловий спектр оптичного транзієнта GW170817 є першим прямим підтвердженням моделі кілонови. Форма болометричної кривої (загальне випромінювання у всьому діапазоні електромагнітних хвиль) в цілому узгоджується з передбаченою швидкістю радіоактивного нагрівання (∝ t−1,3) щойно синтезованих важких ядер r-процесу.
Усі астрономічні спостереження транзієнта GW170817 показують, що протягом декількох перших днів електромагнітний двійник характеризувався відмітним синім кольором, що швидко еволюціонував і з спектральним піком в оптичному діапазоні. Пізніше транзієнт став значно червоним і еволюціонував більш повільно від кількох днів до тижня, з максимальною спектральною інтенсивністю на довжині хвилі ~1,5 мкм. Однак транзієнт GW170817 не мав чітко-визначних спектральних рис, що припускає злиття спектральних ліній внаслідок швидкого (до кількох десятих часток швидкості світла) розширення фотосфери. Разом із тим, у спектрах ближнього інфрачервоного випромінювання спостерігались широкі нерівності, передбачувані для поглинання лантаноїдів.
Загалом спостереження в оптичних та ближньо-інфрачервоних спектральних діапазонах транзієнта GW170817 узгоджувались із двокомпонентною (синьою та червоною) кілоновою.

## Свідчення r-процесу нуклеосинтезу в GW170817

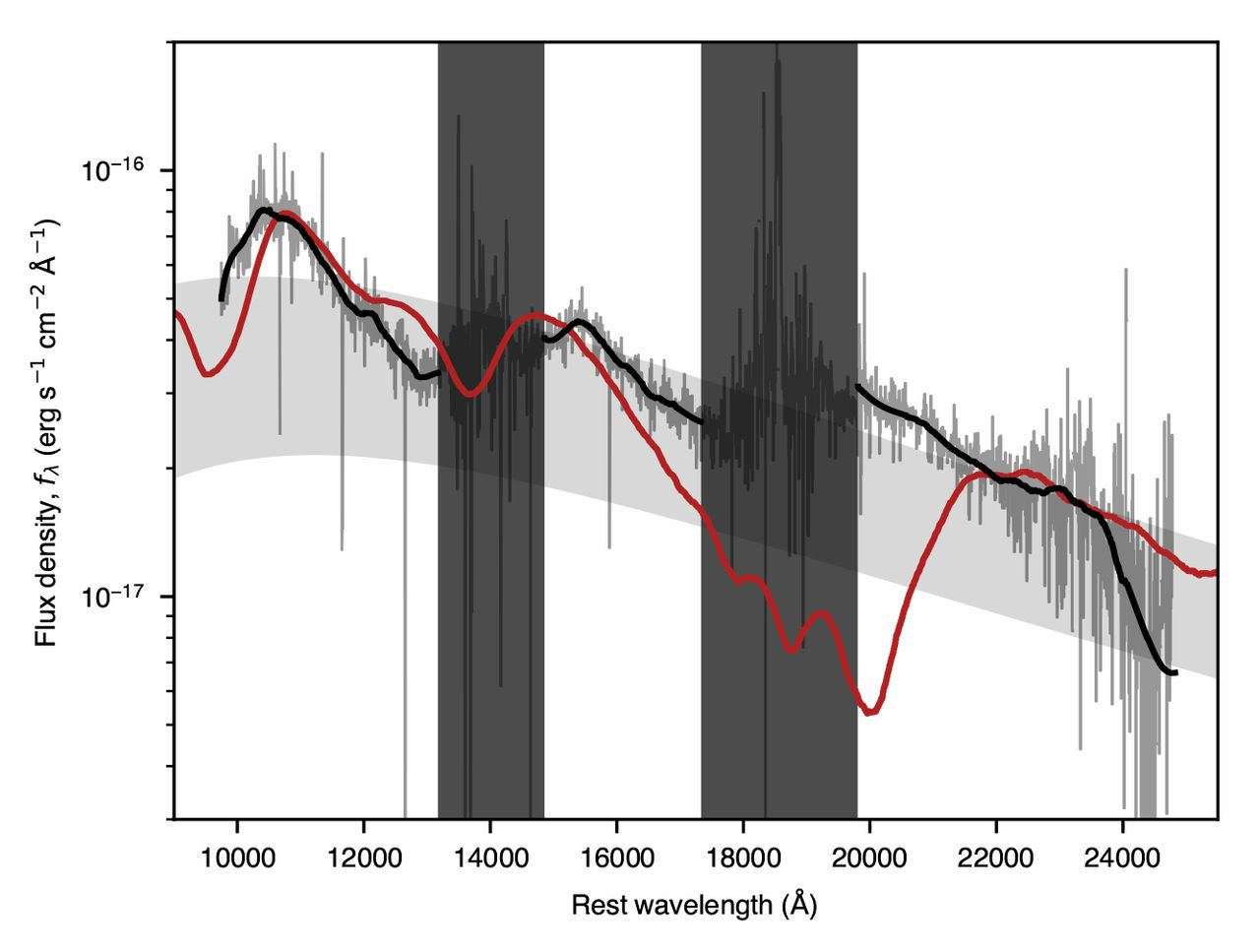
Інфрачервоний спектр електромагнітного двійника GW170817 через 4,5 дні після злиття подвійних зір (суцільна чорна). Червоним показано спектр кілонови, передбачений моделлю Бернес-Кейсена, у якій характерним важким елементом, синтезованим в r-процесі, було вибрано неодим. Передбачення добре узгоджуються з властивостями як J-смуги, так і H-смуги AT 2017gfo Сірим показано незгладжені дані. Світло-сіра заштрихована смуга — абсолютно чорне тіло, що найкраще підходить під фотометричні вимірювання через 4,5 дні. Як модель, так й інфрачервоний спектр показують, що саме утворення важких елементів може пояснити спектри AT 2017gfo.

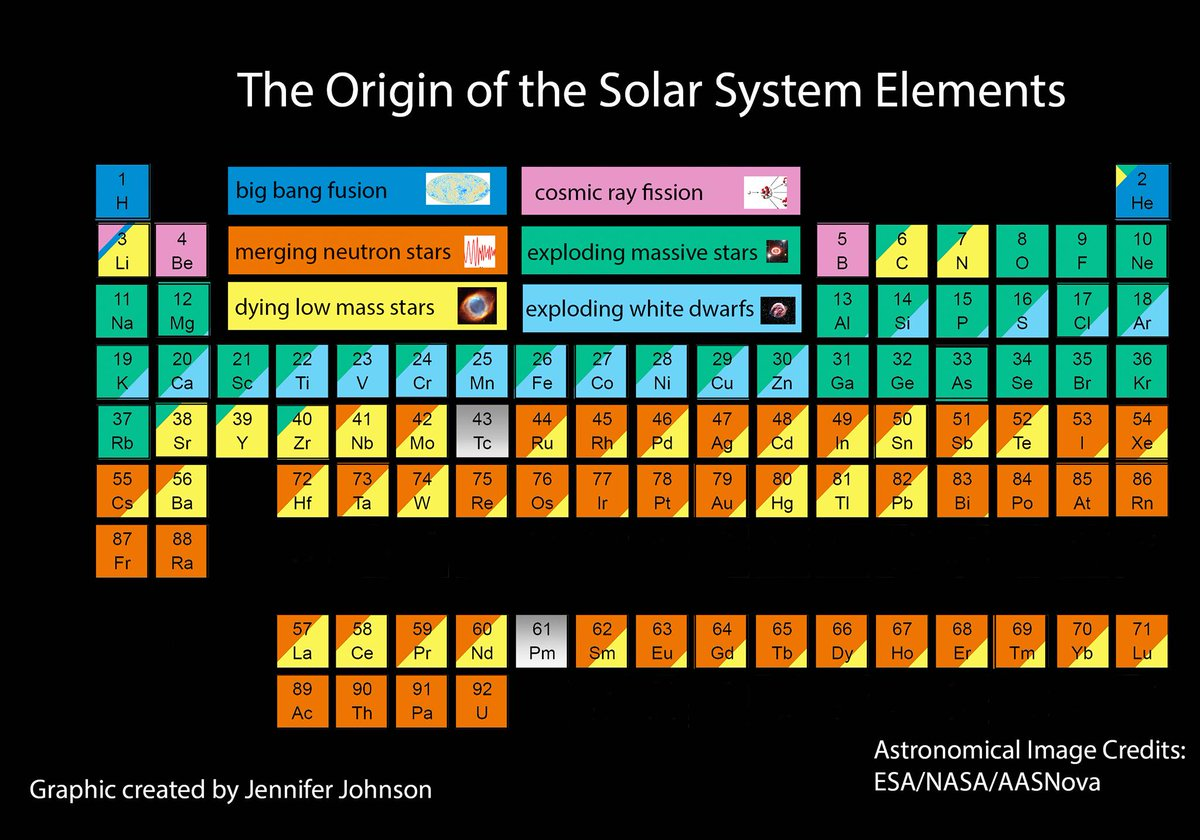
Походження елементів. Такі елементи, як гідроген та гелій виникли під час Великого Вибуху. Важчі елементи (до заліза) утворилися в ядрах зір, як-от наднові. Відкриття GW170817 вперше засвідчило, що елементи, важчі заліза, синтезуються внаслідок злиття нейтронних зір у подвійних системах.